# Passetto (Ancona)

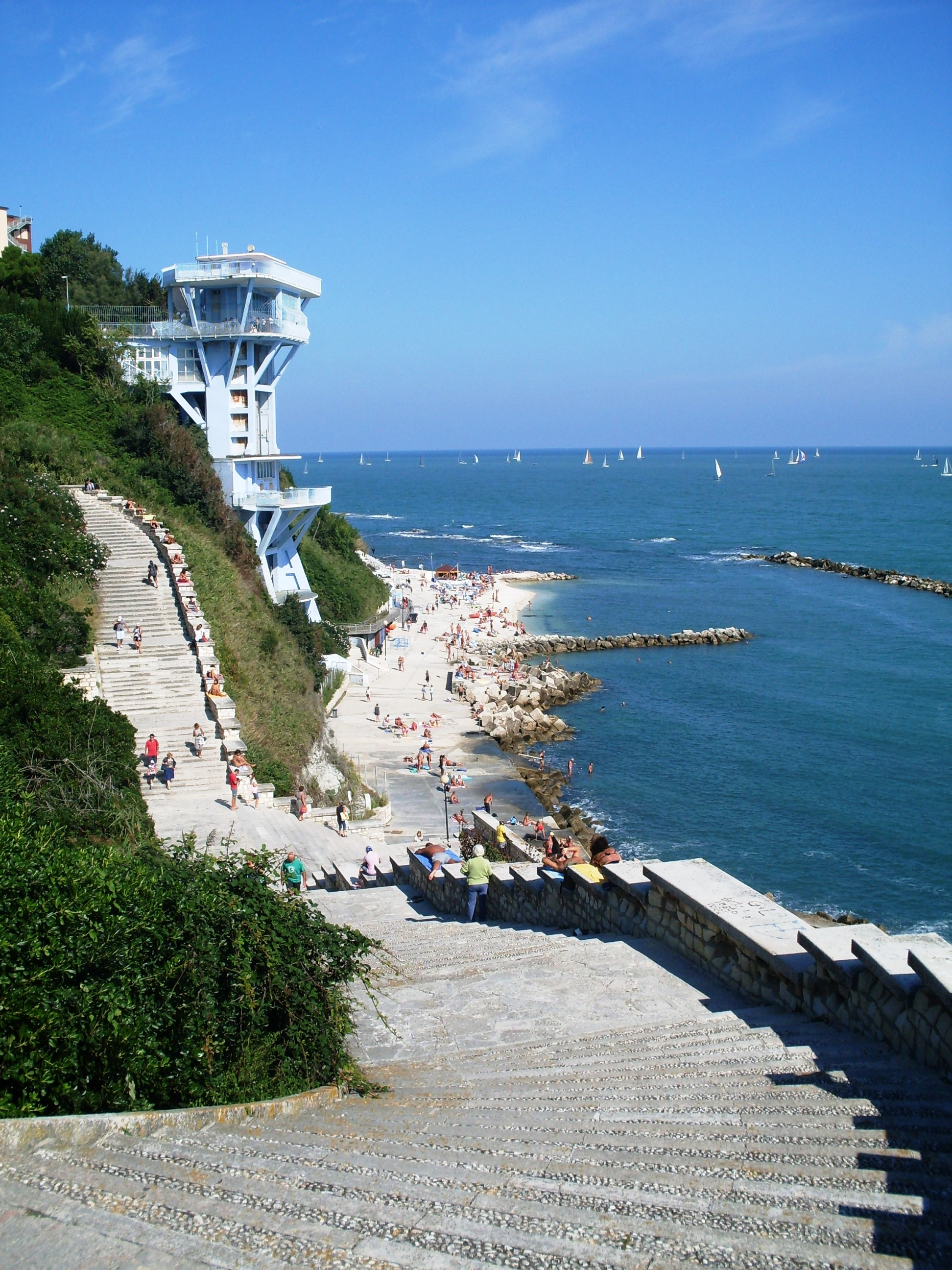
Passetto: scalinata e, sullo sfondo, struttura dell'ascensore panoramico

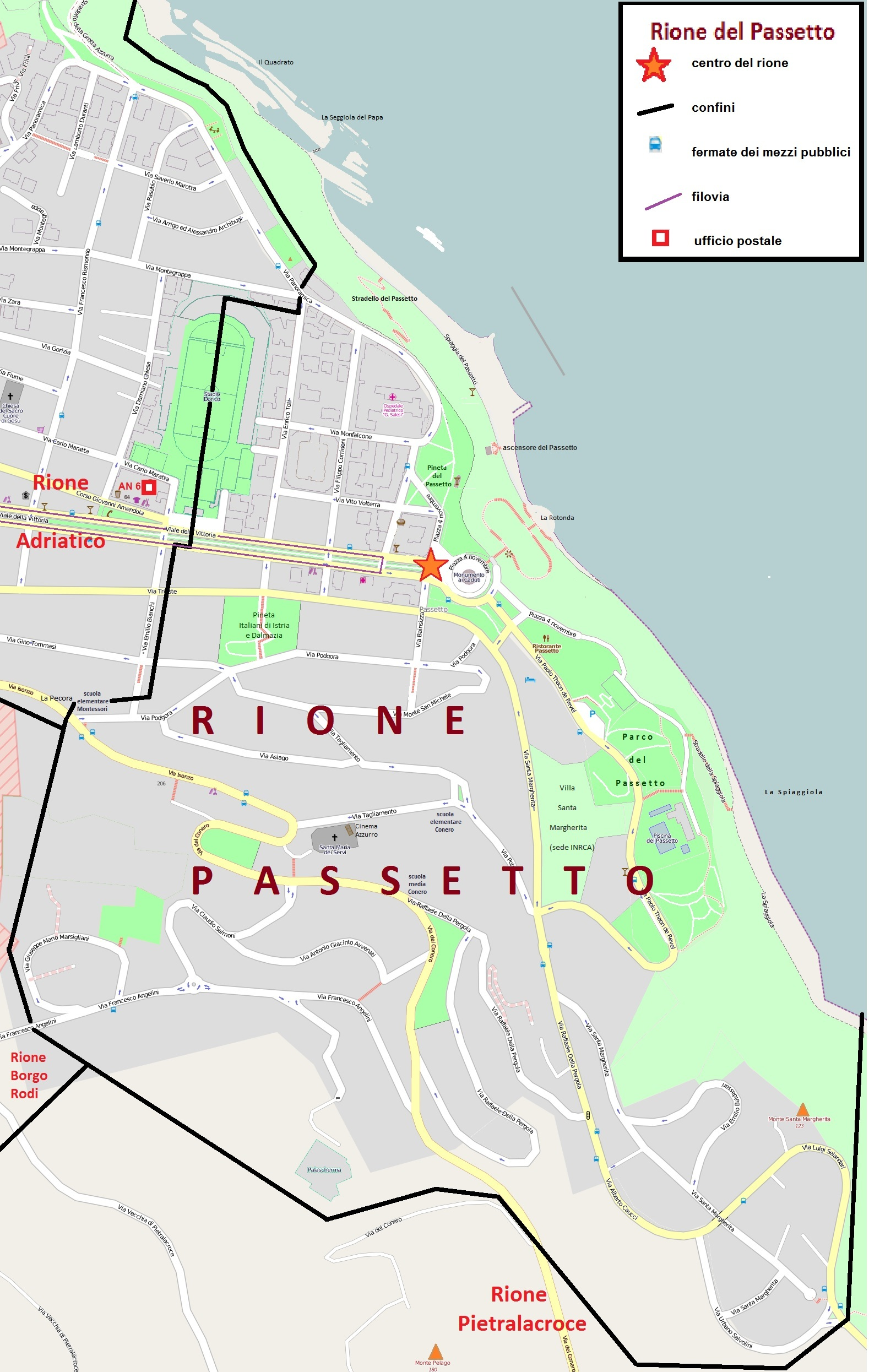
Mappa e confini

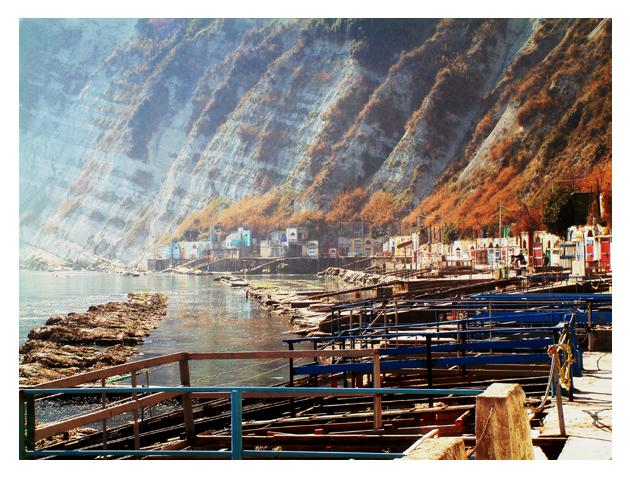
Grotte e scali a mare della Spiaggiola Santa Margherita

Il Passetto è un rione di Ancona che si affaccia sulla costa alta del promontorio su cui sorge la città. Deriva il suo nome dall'omonima spiaggia rocciosa sottostante.

## Rione del Passetto
Il rione del Passetto è nato negli anni sessanta del Novecento, per distacco dal rione Adriatico, in seguito allo sviluppo edilizio intorno al Monumento ai caduti. Verso est è bagnato dal mare ed occupa le pendici di Monte Pelago e di Monte Santa Margherita.
Caratteristica principale del rione è quella di essere affacciato su un tratto di costa alta; dai principali luoghi pubblici e da gran parte delle abitazioni private si può godere di un'ampia vista sul mare e sulle rupi.
Il rione ha il suo centro in piazza IV Novembre, la piazza che ospita il Monumento ai Caduti, intorno alla quale sono raggruppati gli edifici più antichi, costruiti a cavallo fra gli anni del fascismo e quelli del secondo dopoguerra. Le vie principali partono da questa piazza: il tratto finale di via Panoramica, via Podgora (dalla quale si distacca via Tagliamento), via Santa Margherita, via Thaon De Revel.
In piazza IV Novembre conduce il viale della Vittoria, il cui tratto finale è compreso all'interno del rione, che ne accoglie la zona commerciale. Il Viale è un lungo percorso alberato, abituale passeggiata di molti anconetani.
Il monumento principale è quello ai caduti della prima guerra mondiale, costruito in bianca pietra d'Istria e circondato dalla panoramica Pineta del Passetto. Essa è il principale luogo di incontro estivo, molto frequentato e non solo dagli abitanti del rione. Dal monumento una grande scalinata conduce al mare. Entrambi sono opera dell'architetto anconetano Guido Cirilli.
Alla spiaggia si può scendere anche con un ascensore panoramico, dal quale si ha una bella vista sul mare, sul promontorio del monte Conero e su parte della sua riviera. Questo promontorio è meta di numerosi gruppi di escursionisti a piedi e, in alcune aree, in bicicletta o a cavallo.

### Servizi
Il rione è collegato con il centro cittadino da una filovia (linea 1/4) e da tre linee di autobus (circolare destra, circolare sinistra, linea 91), tutte facenti capo a piazza IV Novembre, in cui transita inoltre la linea 92 che conduce a Pietralacroce.
La parrocchia cattolica ha sede nella chiesa moderna di Santa Maria dei Servi.
L'ufficio postale di riferimento è sito in via Maratta, nel Rione Adriatico. Il CAP è 60124.
Le scuole di riferimento sono: la materna "Anna Freud" (in via Pola), le elementari "Conero" (in via Tagliamento) e le medie "Conero" (in via del Conero). La materna "Casa dei Bambini" e le elementari "Montessori" sorgono ai confini del rione, in via Podgora, ed essendo le uniche in città a seguire il metodo Montessori, hanno un bacino d'utenza che esula dai confini rionali.

### Parchi

#### Parco del Passetto
Il principale parco pubblico del rione è quello del Passetto, a picco sul mare, inaugurato negli anni cinquanta del Novecento, ampliato verso sud negli anni settanta. Si estende lungo il ciglio delle rupi marine, dal Monumento ai Caduti alle pendici del Monte Santa Margherita. 
È caratterizzato dalla presenza di tre laghetti artificiali collegati da cascatelle d'acqua, con due isolotti raggiungibili attraverso ponticelli; da essi deriva il nome con il quale molti chiamano questa zona verde: parco dei laghetti. Nei laghetti vive una popolazione di pesci rossi. Notevoli sono alcuni punti panoramici affacciati sulla costa alta. Al suo interno ci sono una pista di pattinaggio e una piscina pubblica. Dal parco parte un sentiero, lo stradello della Spiaggiola, che conduce direttamente alla costa sottostante, dove sono state scavate quasi un centinaio di grotte di pescatori.
Tutto il parco è ricco di siepi di pittosporo, dalla profumata fioritura primaverile, che lo dividono in varie zone e che bordano il ciglio delle rupi. Una piccola pineta di pini d'Aleppo si estende nella parte più settentrionale. Sul bordo dei laghetti si trova una vegetazione di bassi cespugli mediterranei, tra cui l'elicriso è particolarmente abbondante. 
Il parco per anni è stato lasciato in degrado, fino a che un'associazione di volontariato giovanile (A2O) lo ha adottato e ha risistemato la zona dei giochi e in particolare la pista delle biglie, presente fin dall'origine; inoltre ha provveduto all'installazione di tavoli per picnic, scacchi e ping-pong. 
Dopo l'intervento dei volontari, il degrado di questa zona verde è continuato, sino al restauro del 2019, progettato senza coinvolgere i volontari che avevano adottato il parco. Il restauro è stato inoltre segnato da vicende giudiziarie che hanno rivelato una progettazione mal eseguita e mal realizzata. Il progetto è stato criticato dalle associazioni ambientaliste, che hanno protestato perché il panorama sul mare, un tempo elemento qualificante del parco, risultava del tutto occultato da alte reti e dall'arretramento delle staccionate rispetto al ciglio delle rupi; hanno infine ottenuto che venisse realizzato almeno un piccolo belvedere. Nel 2024, per porre freno al degrado, si è deciso di attuare una manutenzione costante dell'area e dei laghetti in particolare.

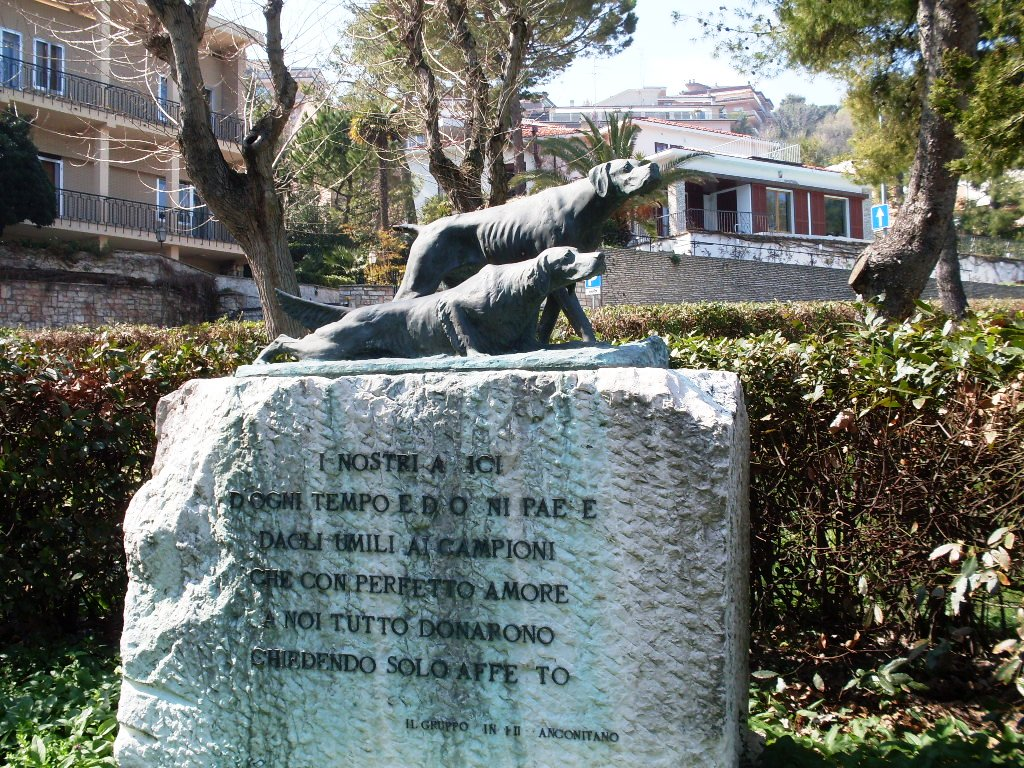
Monumento al cane

Il parco del Passetto comprende anche due zone che via Thaon de Revel separa dal nucleo principale della zona verde. Nella zona più meridionale, circondata da una curva della via, si trova il Monumento al Cane, in bronzo, opera del 1967 dello scultore Ernesto Coppaloni, che vi rappresentò due pointer; il monumento fu donato alla città dal Gruppo Cinofilo Anconitano. Su esso è posta la seguente scritta:
d'ogni tempo e d'ogni paese

dagli umili ai campioni

che con perfetto amore

a noi tutto donarono

chiedendo solo affetto.»
(Il Gruppo Cinofilo Anconitano)

#### Villa Santa Margherita

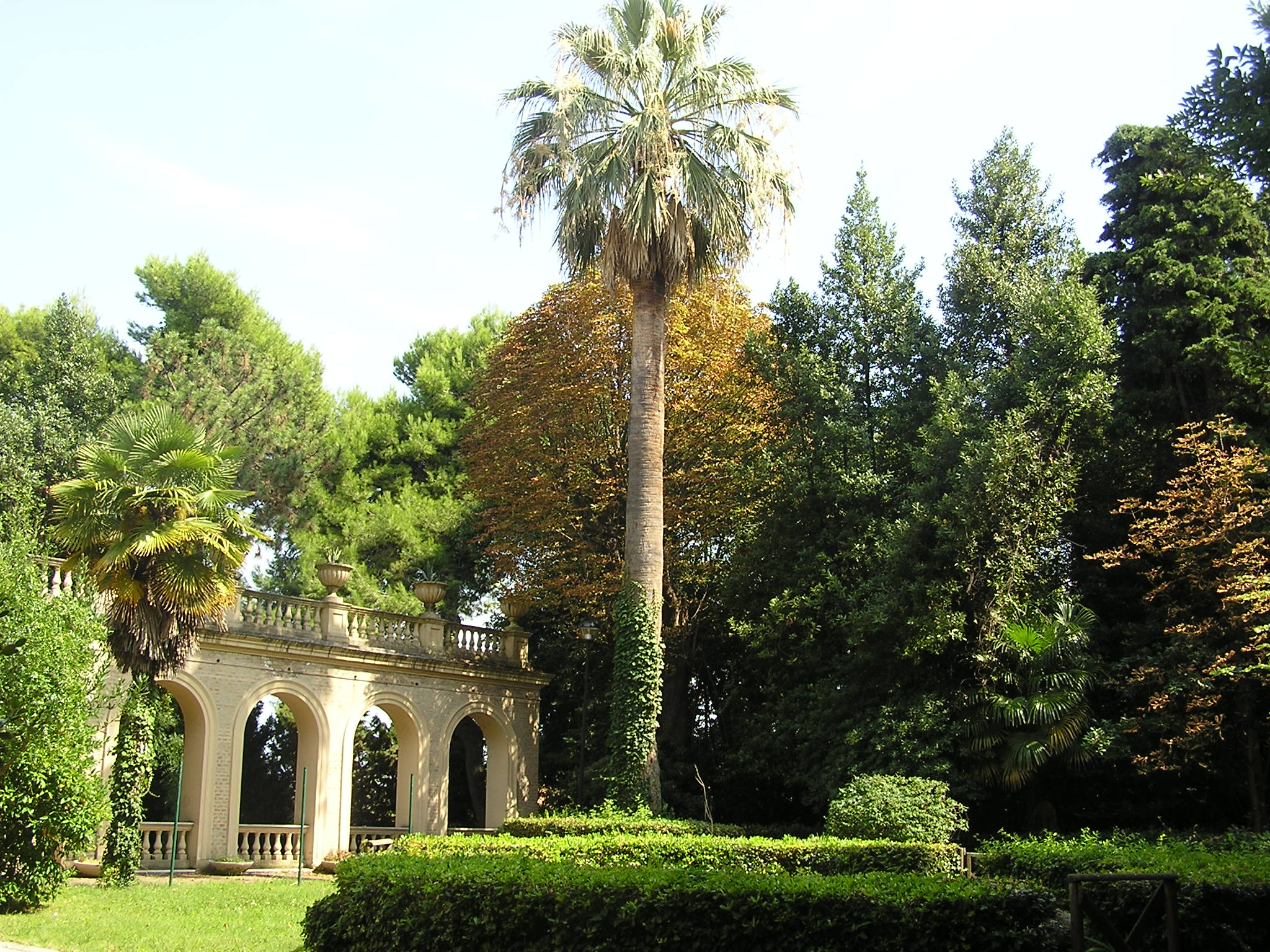
Veduta della zona centrale di Villa Santa Margherita

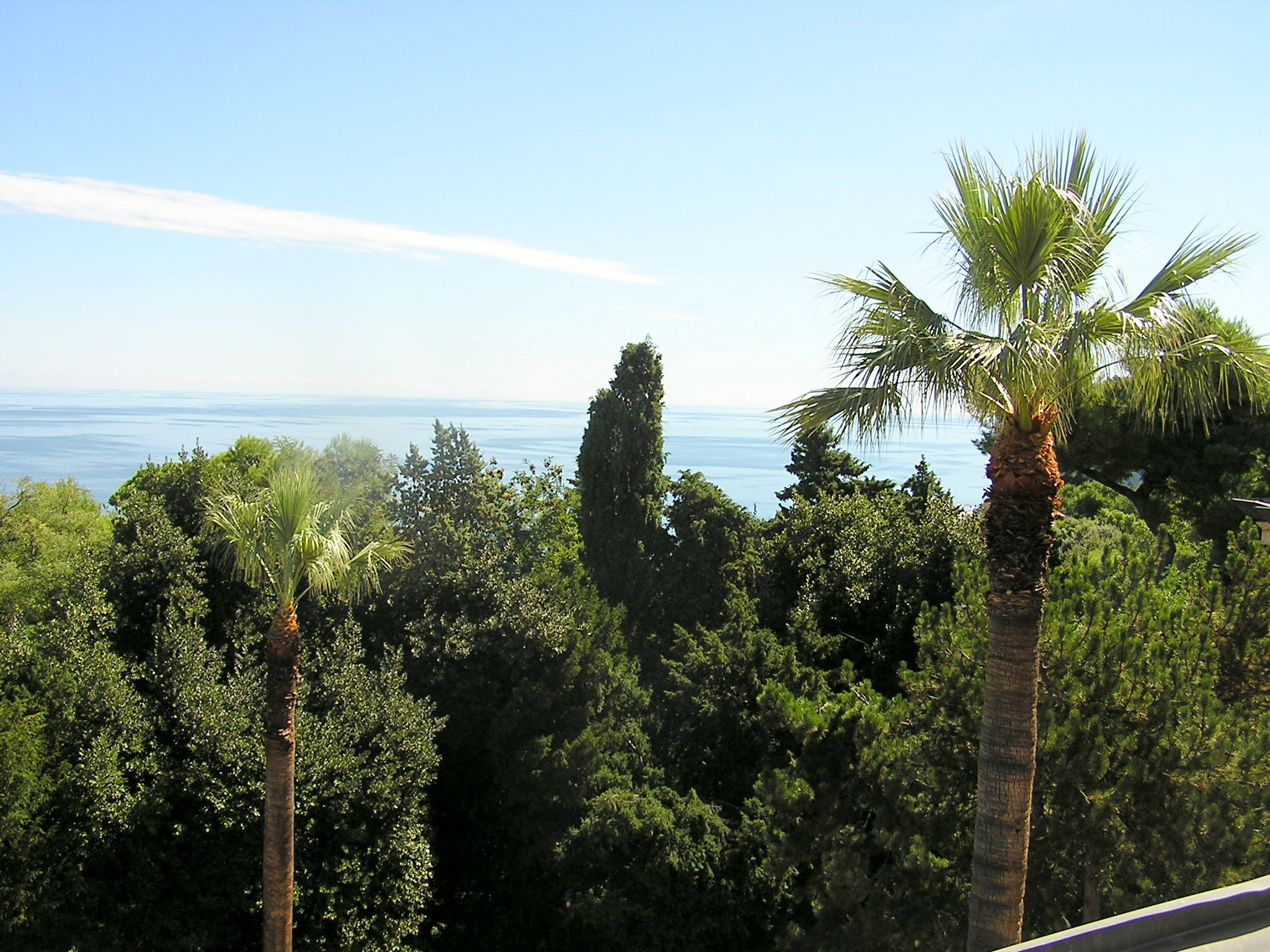
Veduta del giardino verso il mare

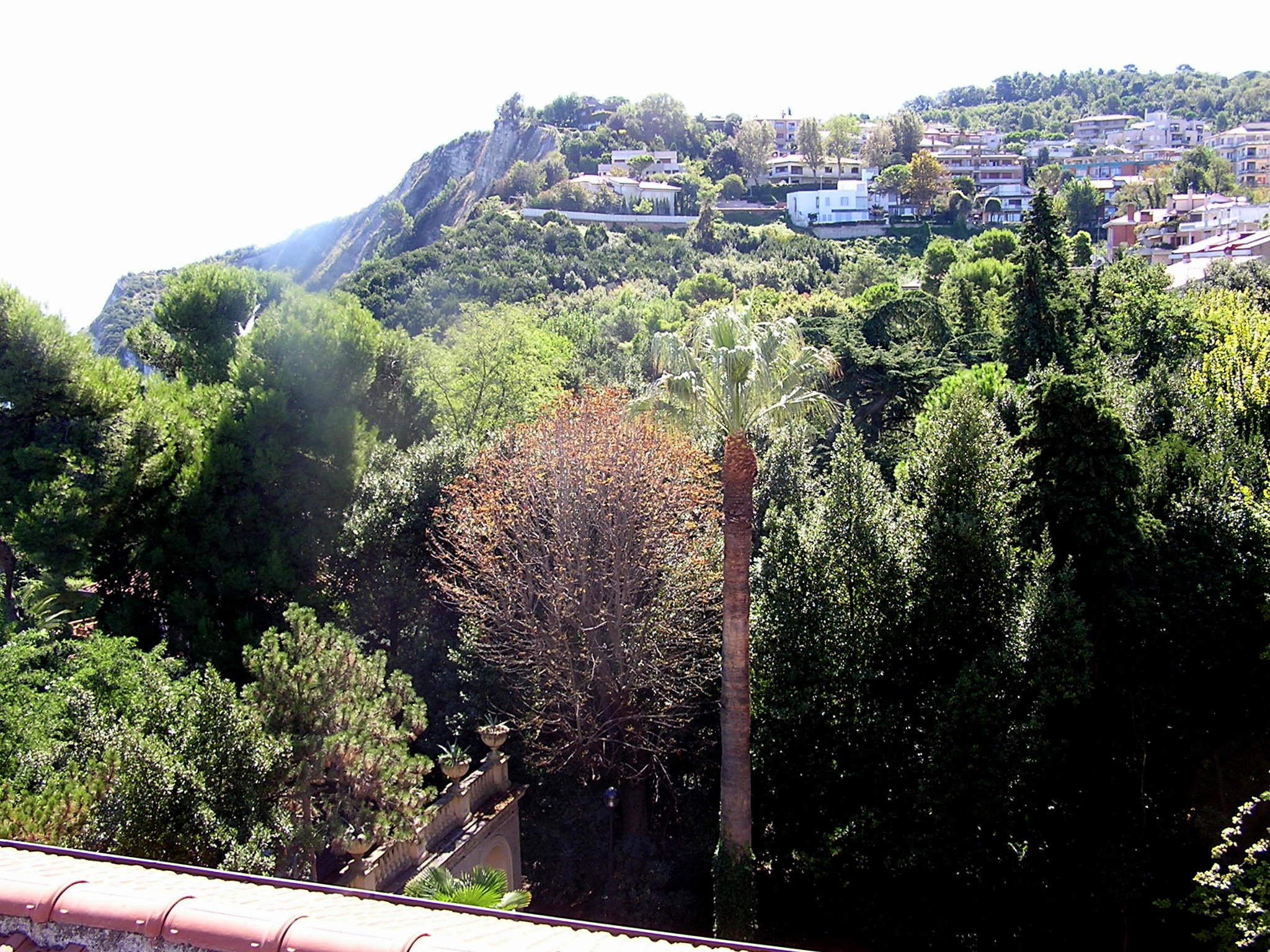
Veduta del giardino verso Monte Santa Margherita

È compresa nei confini del rione e confinante con il Parco del Passetto l'ottocentesca Villa Santa Margherita, sede dell'INRCA. Il giardino della villa è un notevole esempio di fusione tra parco romantico mediterraneo e giardino all'italiana, come è tipico dei giardini marchigiani di fine Ottocento. Molti alberi hanno dimensioni monumentali e tra la vegetazione sorgono elementi architettonici e fontane. Villa e giardino sono tutelati come beni culturali.
Storia
La villa, con il suo parco, sorse intorno dopo il 1886. Nel corso degli anni fu residenza privata di varie famiglie. Nel 1957 diventò sede del convento dei Frati Minori, che si dedicavano alla cura della vegetazione. Nel periodo in cui la villa fu sede del convento, durato sino al 1973, il parco fu aperto al pubblico e chiamato comunemente "Giardino dei Frati". Dopo il terremoto del 1972, il giardino ospitò le tende dei cittadini che non potevano ancora rientrare nelle loro case.
Dalla seconda metà degli anni settanta del Novecento attraversò un lungo periodo di abbandono e di chiusura; nonostante ciò, il giardino era frequentato dai ragazzini della zona, che vi andavano a giocare.
Infine, divenne la sede centrale dell'Istituto nazionale ricovero e cura anziani (INRCA).
Dopo l'ultimo cambio di proprietà, il giardino ha perso molte caratteristiche originarie: sono stati eliminati i vasi di agrumi; il viale di tigli è stato sottoposto a potature malfatte che hanno portato alla morte di molti esemplari; i perimetri delle aiuole, prima in roccia di gesso cristallina, come tradizione della città, sono stati sostituiti con cordoli di pietra bianca, la vasca è ormai priva di pesci e delle ninfee che la caratterizzavano, le fontane sono inattive e in estremo degrado, così come il bersò. I lampioni in ghisa, che originariamente davano luce ai sentieri per mezzo del gas illuminante, già da tempo inattivi, sono stati rimossi.
Note positive sono invece il restauro delle costruzioni situate all'interno del parco, il restauro conservativo dell'antico muro di cinta (nel 2014) e l'arrivo di una colonia di scoiattoli neri meridionali che si è installata nella fitta vegetazione.
Il giardino
Il giardino della villa è un notevole esempio di parco romantico mediterraneo, con inserzioni di giardino all'italiana davanti alla facciata principale. Molti alberi hanno dimensioni monumentali: palme della California, tigli, ippocastani, tassi, cedri del Libano, magnolie, roverelle, lecci, pini domestici, un ginkgo e un singolare viale di tigli potati a candelabro. La parte alta del giardino è occupata da un boschetto di allori, con sottobosco di edera.
Come è tipico in giardini di questo tipo, tra la vegetazione sorgono vari elementi architettonici, tra i quali un'aranciera e un belvedere immerso nelle chiome degli alberi.

#### Pineta "Italiani di Istria, Fiume e Dalmazia
Altra zona a verde pubblico è la Pineta Bianchi, tra via Trieste e via Podgora, già parte della villa privata dalla quale prende il nome. È un'area scoscesa, attraversata da una scalinata.

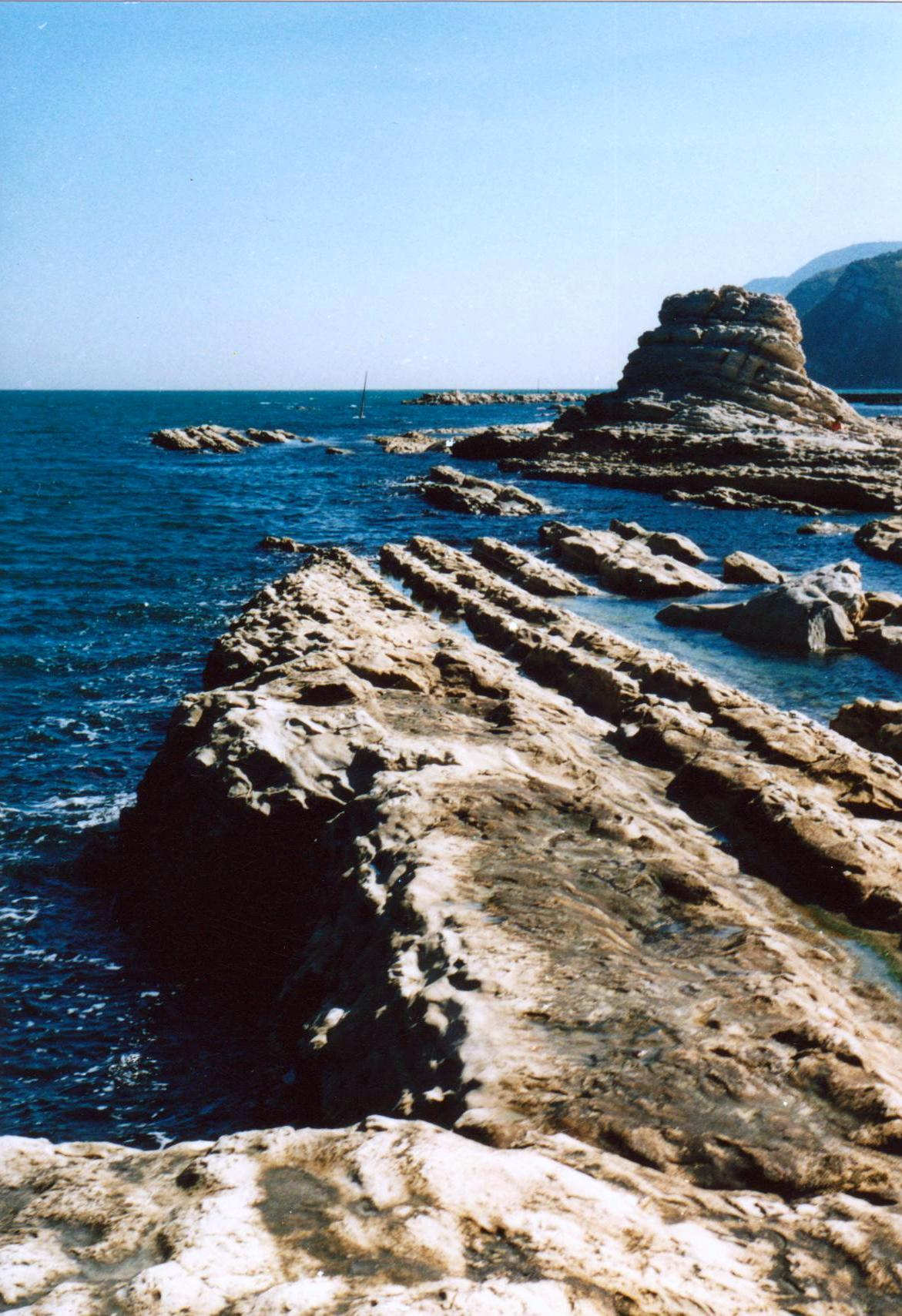
Scogli del Quadrato e della Seggiola del Papa. Sullo sfondo si intravede la sagoma del Monte Conero

### Confini
- Nel rione del Passetto ricade tutta la costa della spiaggia rocciosa omonima, compresa tra la Grotta Azzurra (esclusa) e la Spiaggia della Fonte (esclusa).
- Il confine con il rione Adriatico parte dal mare, attraversa l'angolo tra via Montegrappa e via Toti, taglia a metà il Campo Sportivo Dorico, prosegue lungo via Emilio Bianchi e continua per un breve tratto lungo via Podgora sino all'incrocio con via Isonzo.
- Il confine con il rione di Borgo Rodi parte dall'incrocio tra via Isonzo e via Podgora, prosegue lungo una linea che si dirige verso sud tagliando l'isolato e infine raggiunge via Angelini includendo via Marsigliani.
- Il confine con il rione di Pietralacroce è una linea che parte da via del Conero (a metà del tratto compreso tra via Della Pergola e la strada Vecchia di Pietralacroce) e, tagliando una zona verde, raggiunge l'incrocio tra via Santa Margherita, via Salvolini e via Selandari, per poi raggiungere di nuovo il mare.

## Spiaggia del Passetto

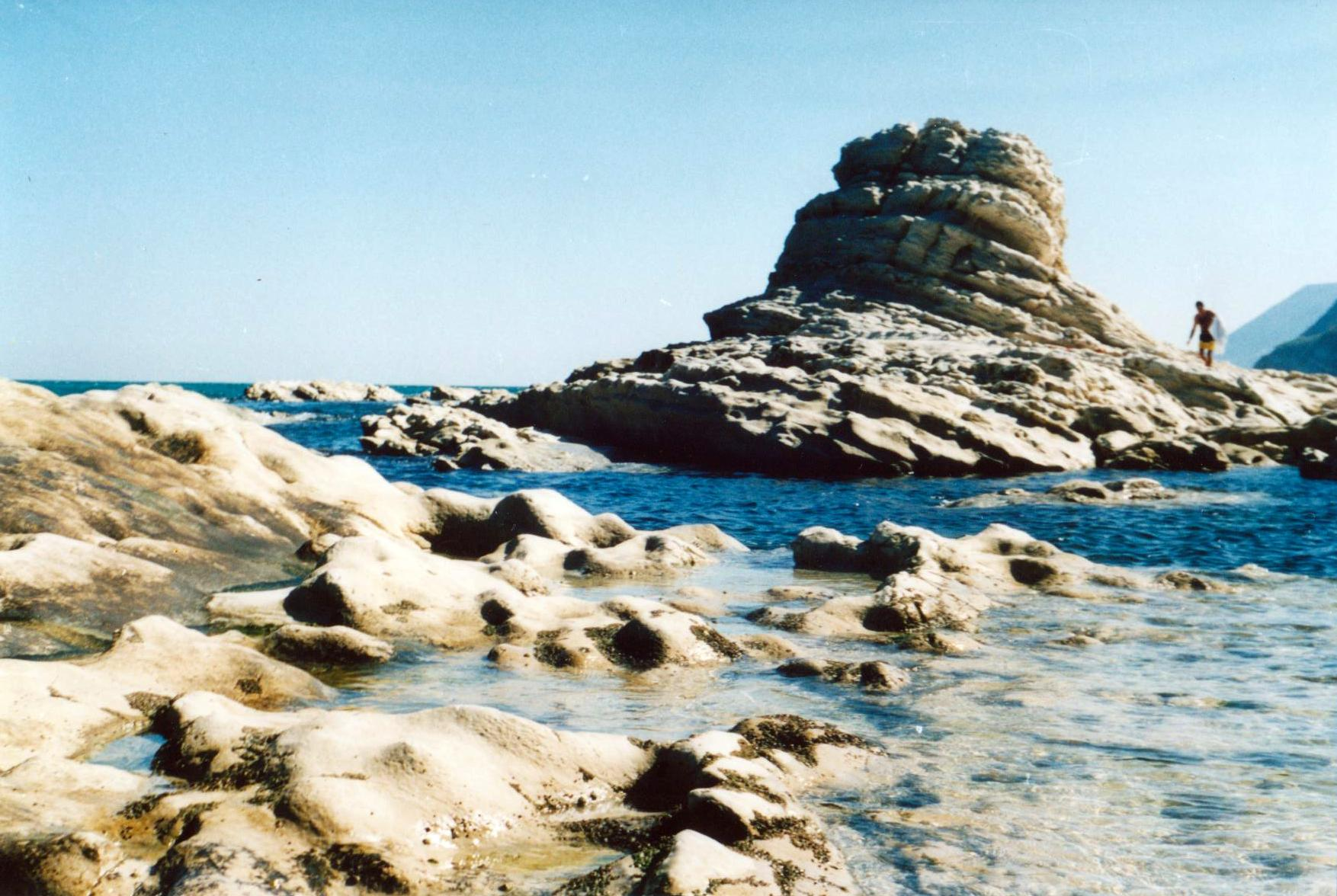
La Seggiola del Papa che si specchia sull'insenatura dei "Delfini".

La spiaggia rocciosa del Passetto fa parte del territorio del Parco del Conero; è situata al di sotto della rupe ed è accessibile grazie ad una grande e lunga scalinata bianca che scende fino alla riva del mare Adriatico. Con la bella stagione è abitudine di molti anconetani prendere il sole sui larghi bordi panoramici di questa scalinata, che nella parte centrale e in quella finale si divide in due rampe simmetriche. 
La spiaggia si può raggiungere anche grazie ad un ascensore panoramico a pagamento, gestito dalla società di trasporto pubblico locale Conerobus, o scendendo a piedi attraverso degli stradelli, termine locale che indica i sentieri che scendono lungo le rupi e conducono al mare; uno di questi stradelli si trova in via Panoramica, vicino all'Ospedale pediatrico "Salesi", (detto l'ospedaletto). Un altro stradello parte dal Parco dei laghetti, in via Thaon De Revel e conduce alla spiaggiola di Santa Margherita. Al di sotto dell'ascensore è presente uno stabilimento balneare pubblico, con ombrelloni posizionati in un breve tratto di spiaggia sassosa costruita artificialmente.
Andando a sinistra della scalinata, oltrepassando una zona a banchina di cemento, si raggiunge la zona più naturale e suggestiva del Passetto; qui l'ambiente è caratterizzato da grandi scogli bianchi che formano insenature e canali. Alcuni scogli sono noti in città per la possibilità di tuffarsi nell'acqua alta; tra essi è conosciuto soprattutto "il Quadrato". Uno dei simboli della città è lo scoglio roccioso chiamato la "Seggiola del Papa", a causa della sua caratteristica forma. Verso sud la Seggiola si specchia nella "Vaschetta", specchio d'acqua con fondale basso e roccioso che il "Canalaccio" mette in comunicazione con il mare aperto; verso nord, invece, è delimitata da una piccola insenatura detta "I Delfini".
Tra i bagnanti e i frequentatori della zona è diffusissima l'abitudine di pescare in apnea i moscioli, nome locale dei mitili, che vivono nelle vicine scogliere sommerse. 

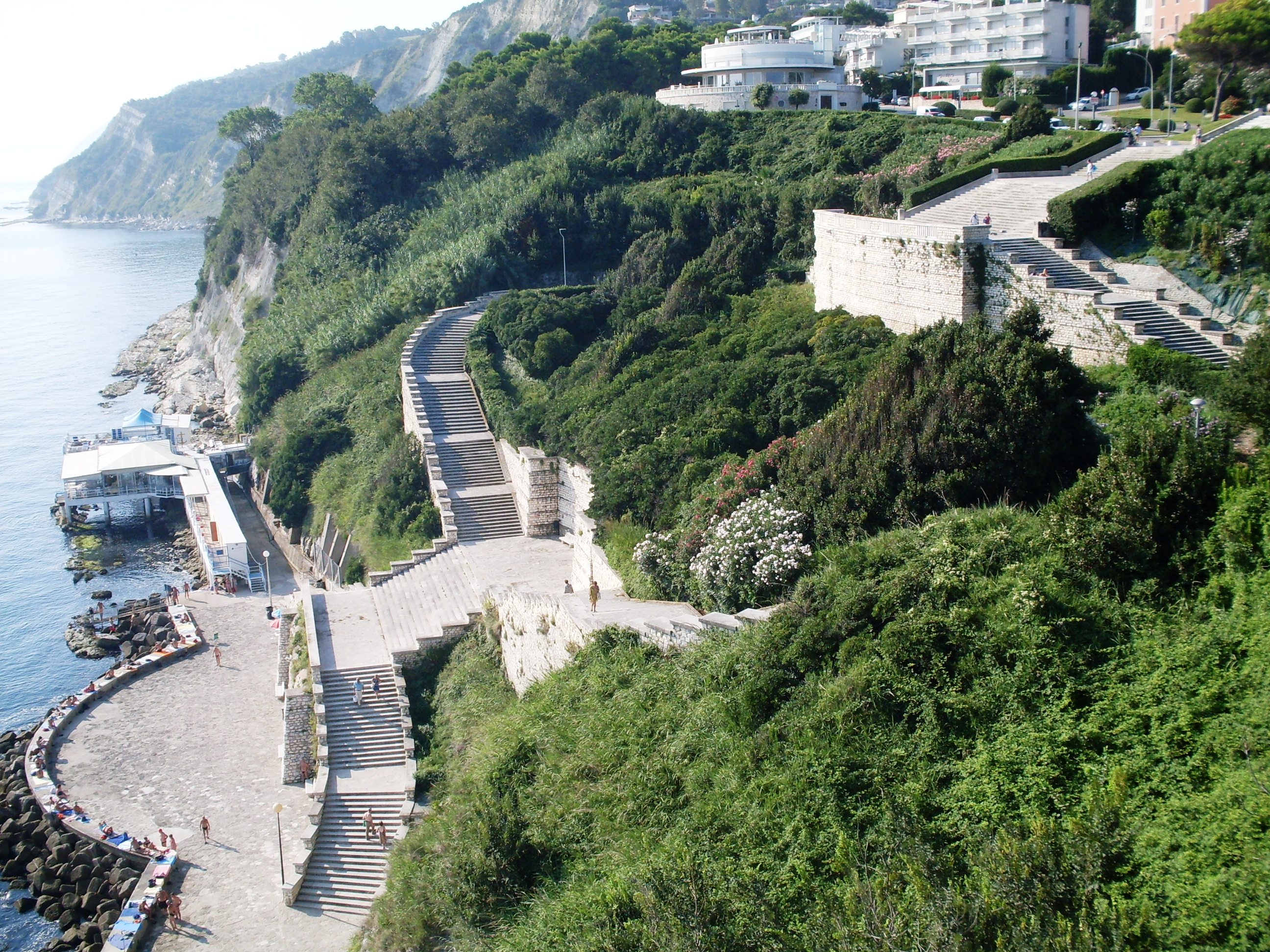
La scalinata che dal Monumento ai caduti conduce al mare.
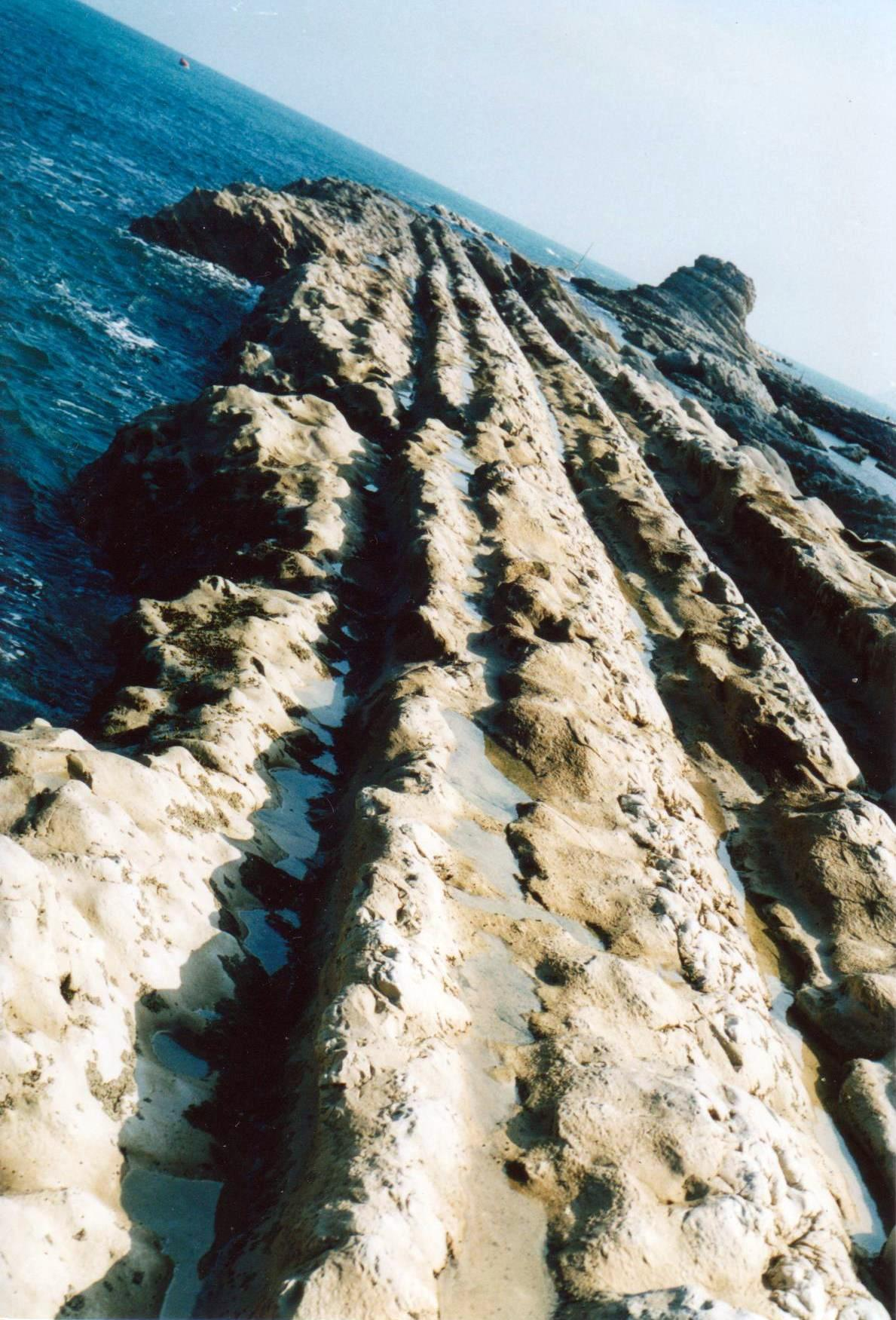
Scoglio del Quadrato - sullo sfondo la Seggiola del Papa.
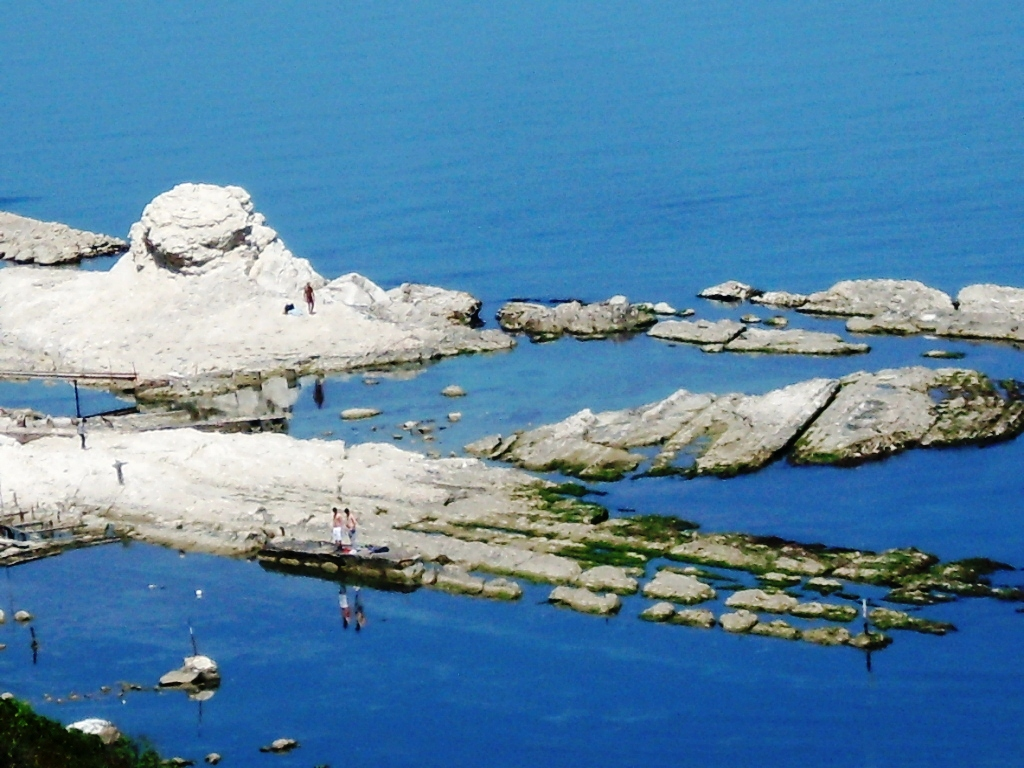
Lo scoglio della Seggiola del Papa che si affaccia sulla Vaschetta.
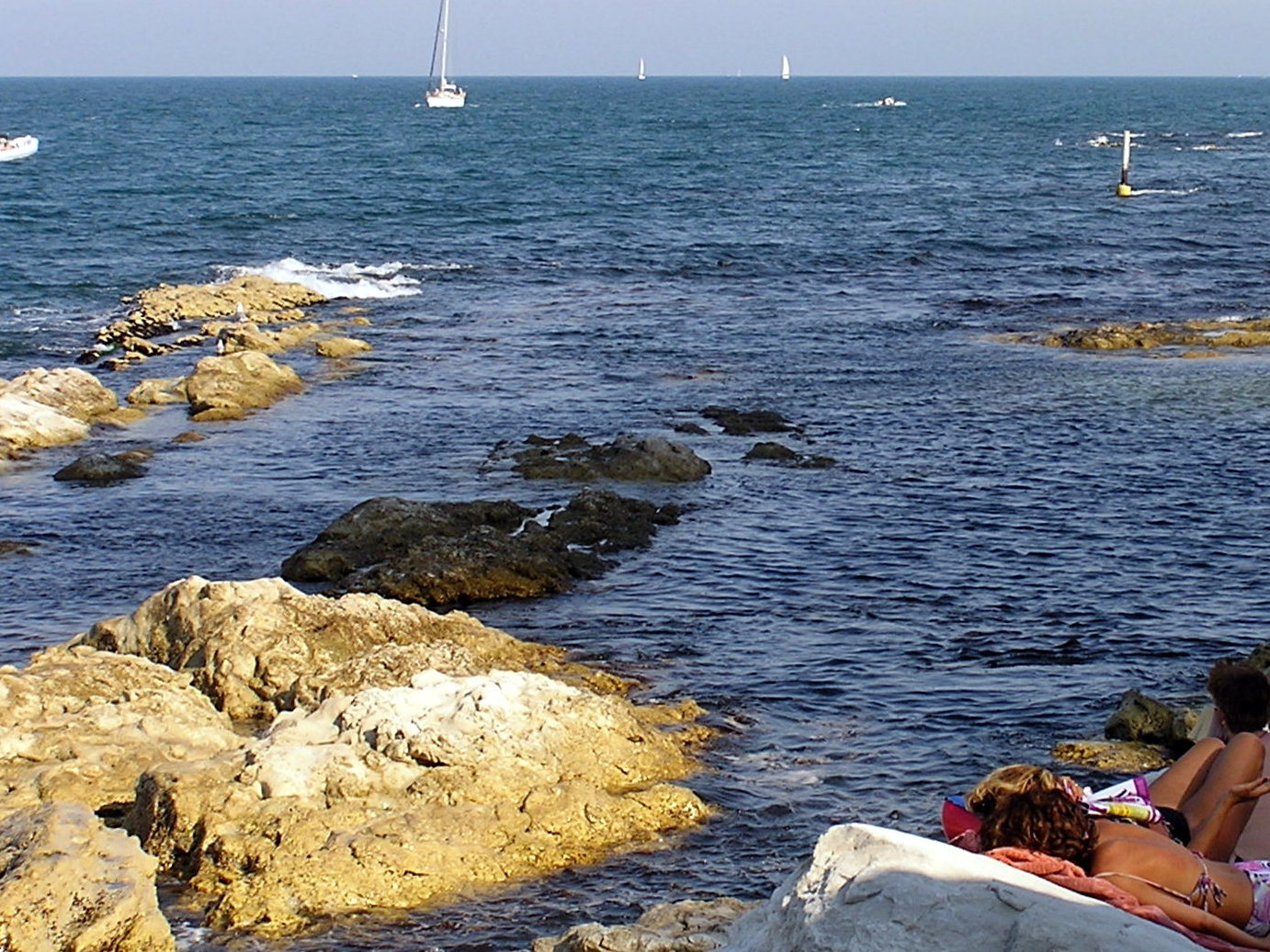
Il Canalaccio, che mette in comunicazione la Vaschetta con il mare aperto.
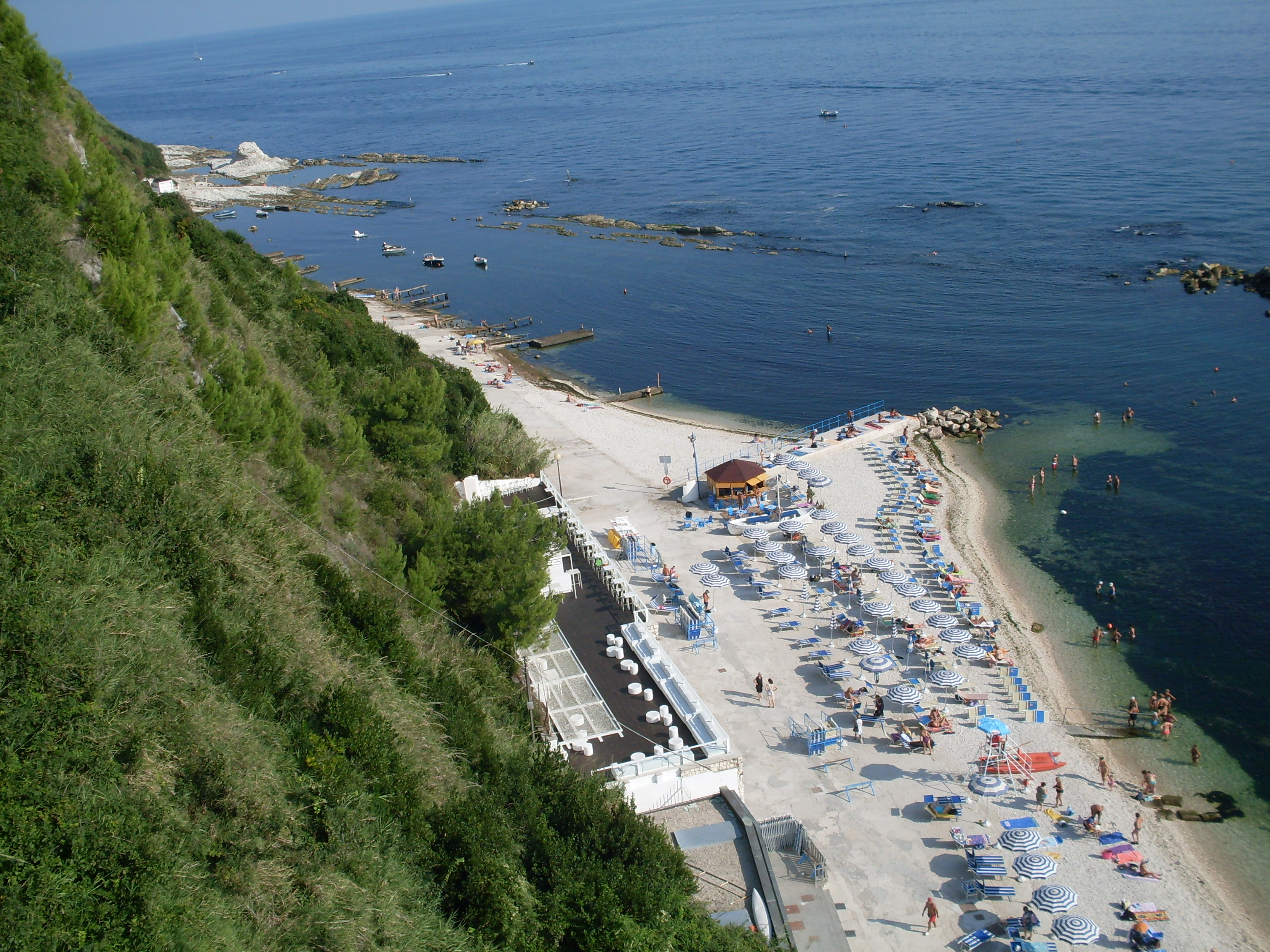
Spiaggia artificiale in estate.
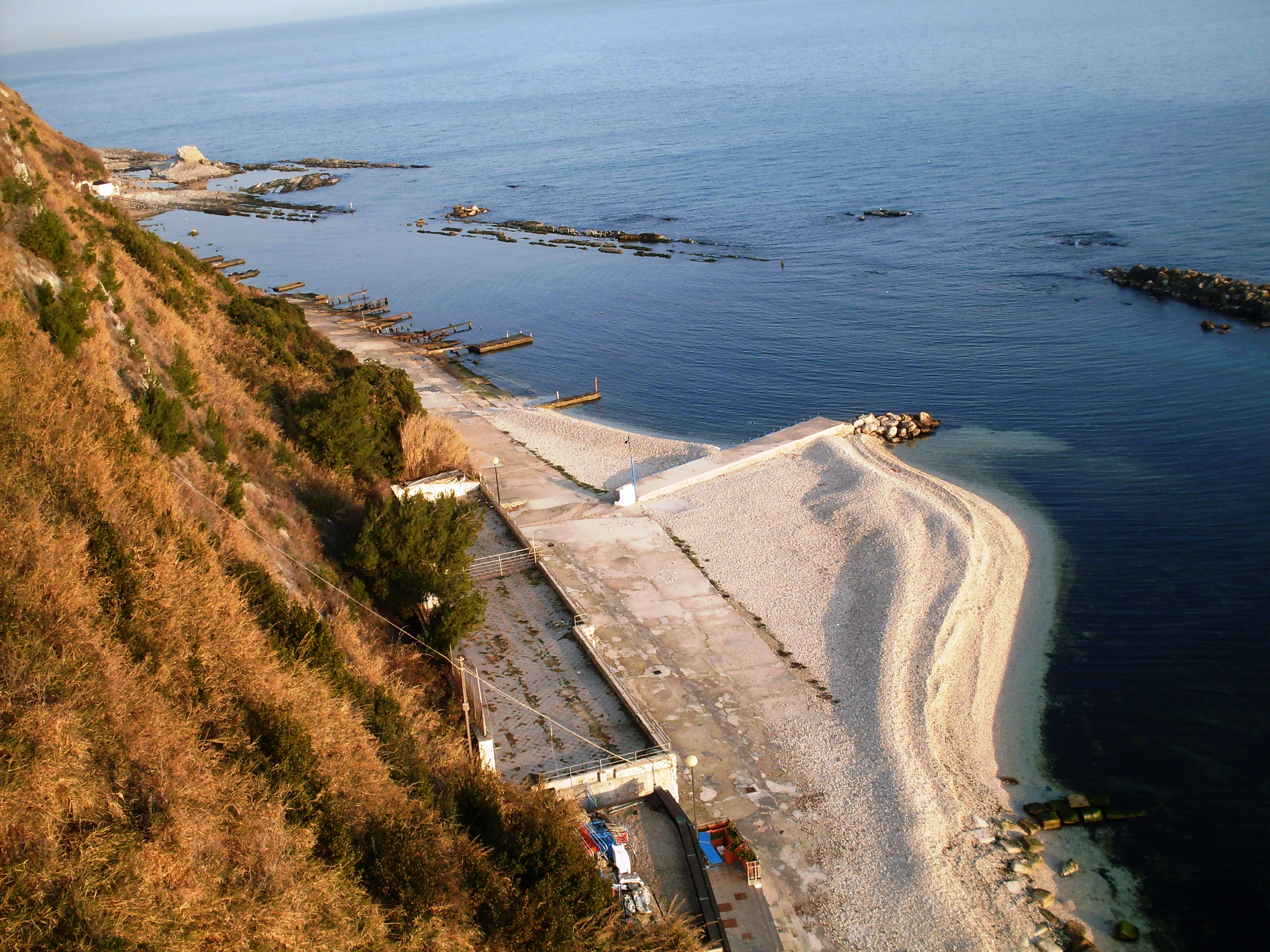
Spiaggia artificiale in autunno.

### Le grotte del Passetto

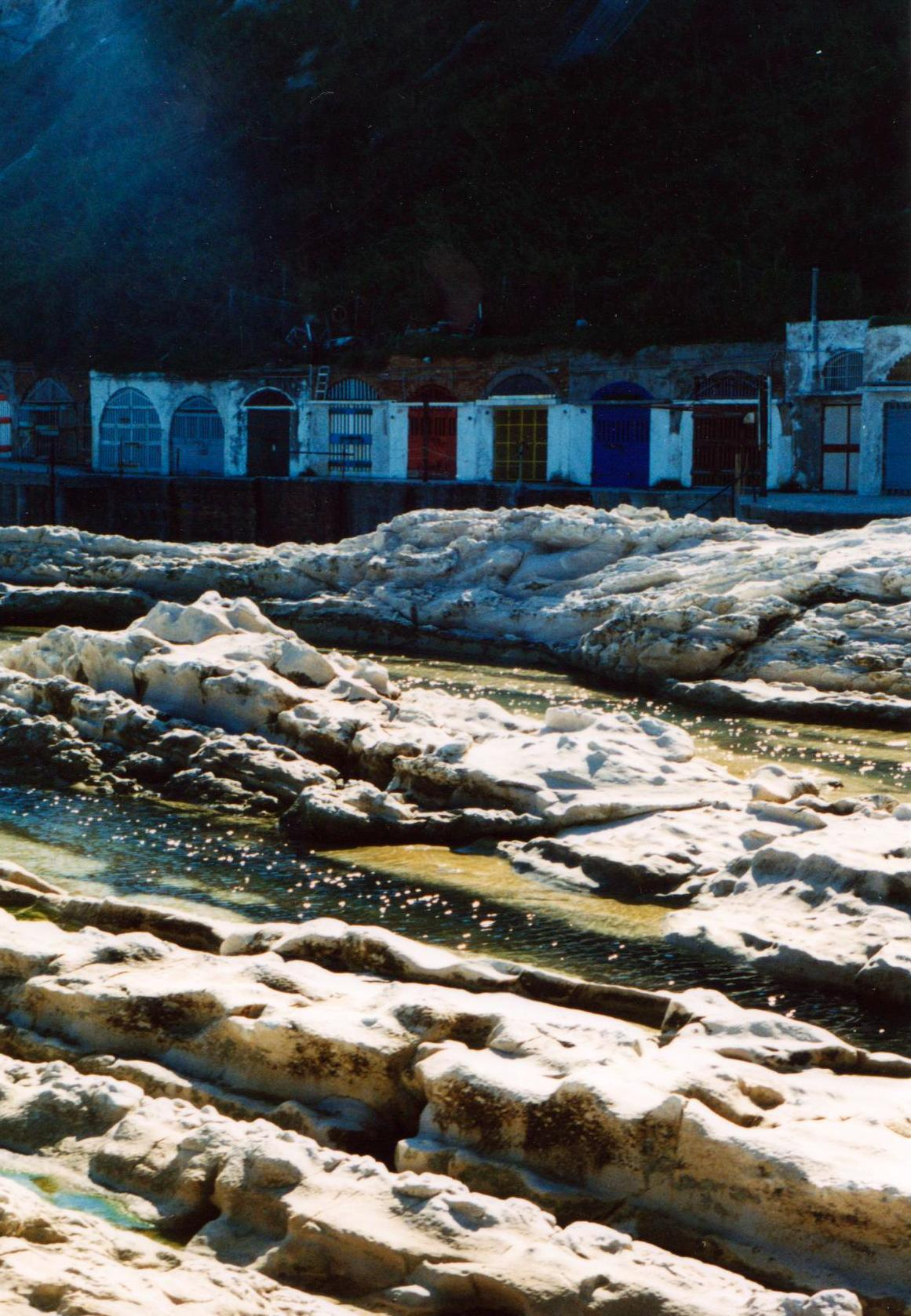
Scogli della Vaschetta e grotte retrostanti

Peculiarità di questo tratto di costa è la presenza di più di duecento grotte scavate nella roccia nel periodo che va dalla metà dell'Ottocento agli anni sessanta, originariamente usate come ricovero di imbarcazioni per la piccola pesca, principalmente lance e batane. I frequentatori delle grotte sono chiamati grottaroli.
I cancelli colorati, gli scali per le barche, le attrezzature per la pesca rendono l'insieme suggestivo; caratteristico è anche l'uso di materiali quasi sempre di recupero: traversine ferroviarie usate come sostegno agli scali di alaggio, mattonelle di vario tipo e colore usate per la pavimentazione, arredi scartati dalle case di città e poi riverniciati ed adattati.
Oltre che al Passetto, le grotte sono presenti in altri tratti della costa alta di Ancona e assommano complessivamente a circa cinquecento. Esse rappresentano un raro esempio di architettura spontanea armoniosamente inserita in un ambiente naturale.
In merito alla questione delle grotte vengono periodicamente riproposti problemi di natura giuridica e fiscale, in merito alla probabile abusività di alcune grotte o delle loro strutture esterne, come gli scali di alaggio delle barche. Dibattiti sorgono ripetutamente anche relativamente agli strumenti urbanistici da adottare e alla necessità di mettere in sicurezza le rupi contro eventuali frane. Si discute inoltre da anni se la proprietà sia demaniale (del demanio comunale per le grotte, di quello marittimo statale per le strutture sulla battigia) o possa essere stata usucapita dai possessori (nel caso si trattasse di patrimonio disponibile del Comune). Stante l'incertezza della posizione giuridica delle grotte, si discute sulla legittimità degli atti di cessione della proprietà delle stesse e di acquisizione per eredità e sul pagamento delle tasse sugli immobili.
La questione è spinosa anche da un punto di vista politico: le varie amministrazioni comunali succedutesi non sono mai state in grado di definire una volta per tutte la vicenda.
Le norme del Parco del Conero prevedono il "rispetto dell'architettura spontanea e della tradizione viva e permanente delle grotte". Inoltre prescrivono che "Non deve essere in alcun modo interrotto e compromesso il rapporto diretto delle grotte con il mare che costituisce uno straordinario esempio di integrazione tra uomo e natura".

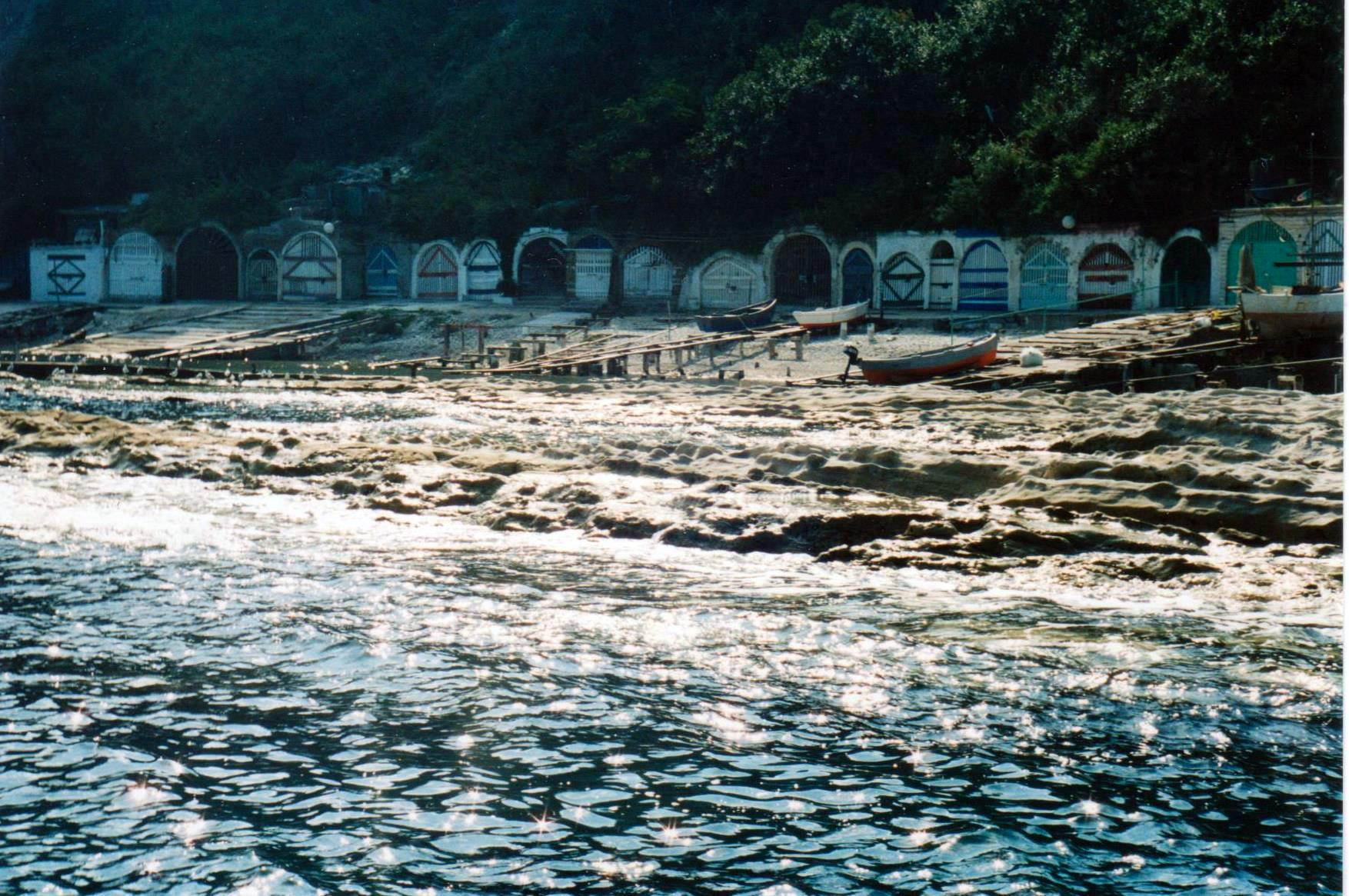
Grotte del Passetto: vista dal Canalaccio.
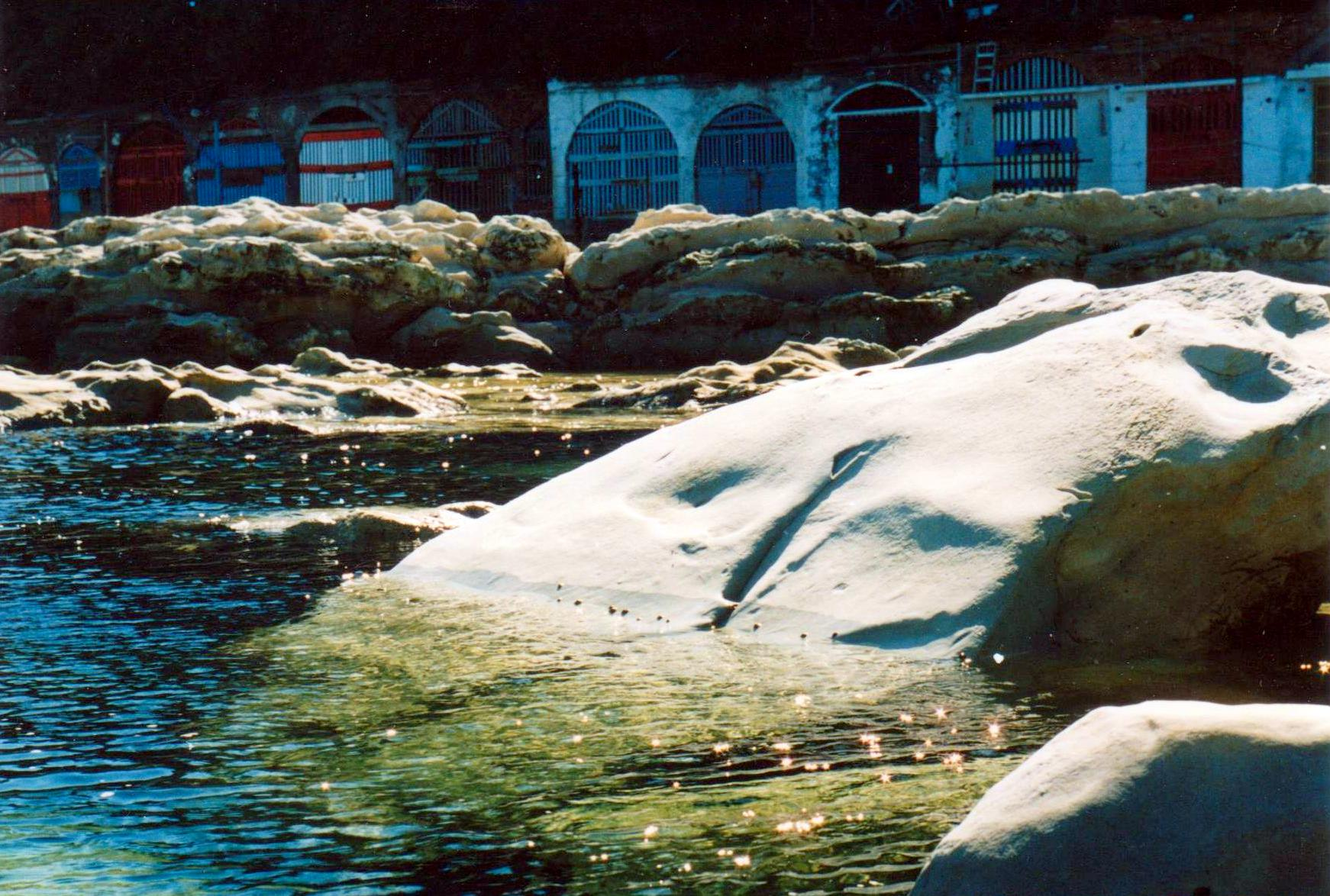
Grotte del Passetto: vista dal Quadrato.
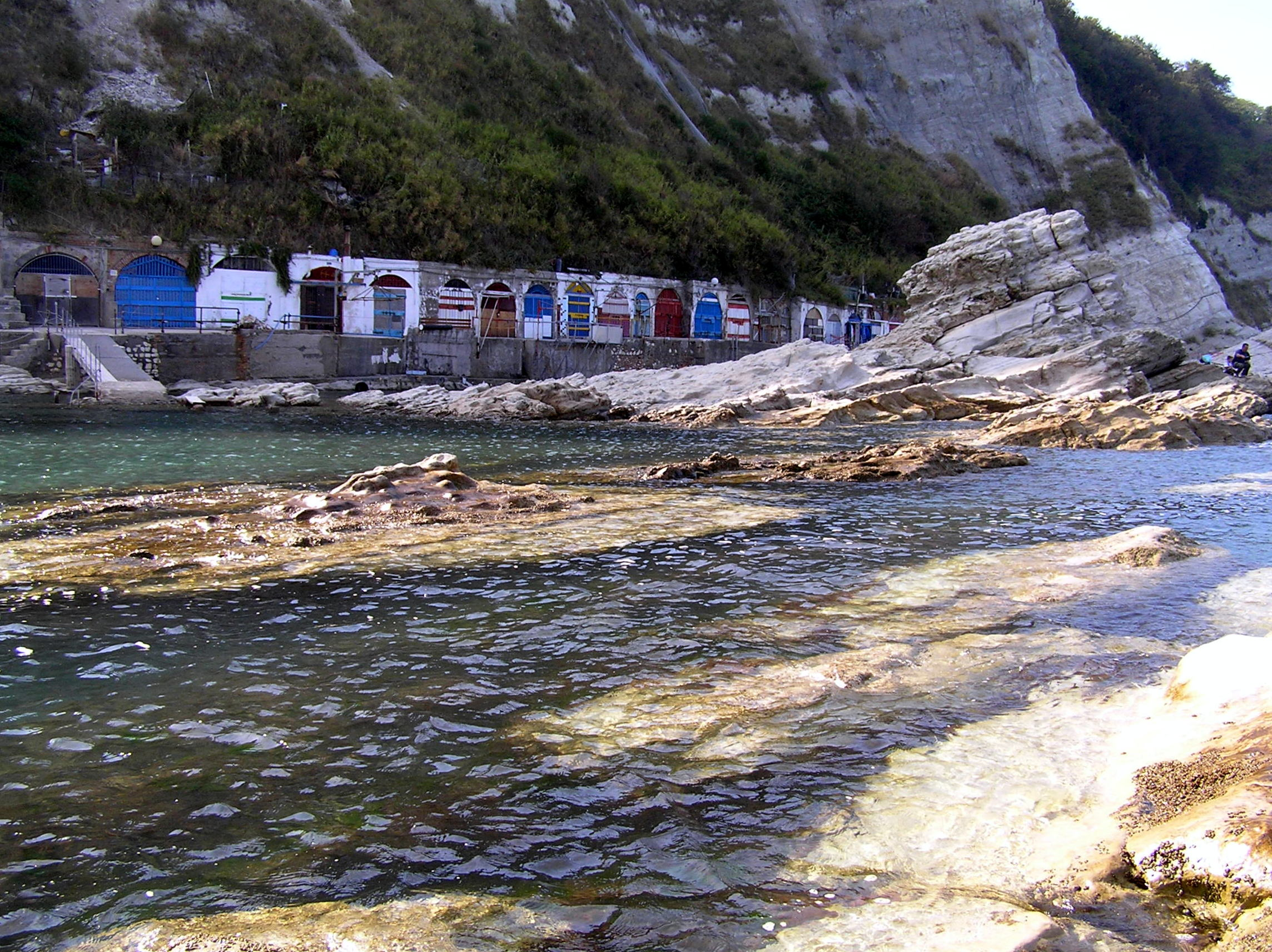
Grotte del Passetto e Seggiola del Papa.
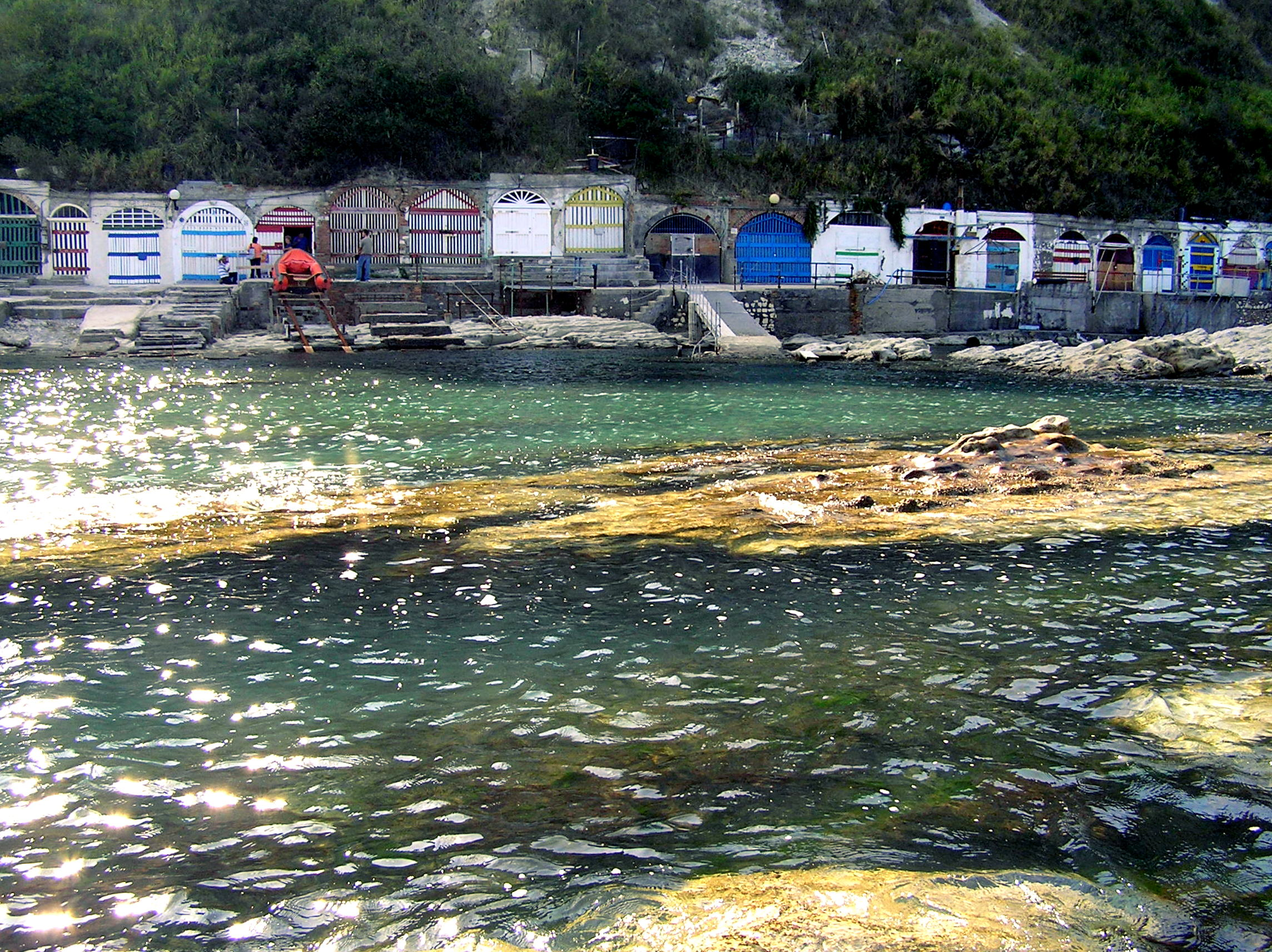
Grotte del Passetto: vista dalla Vaschetta.
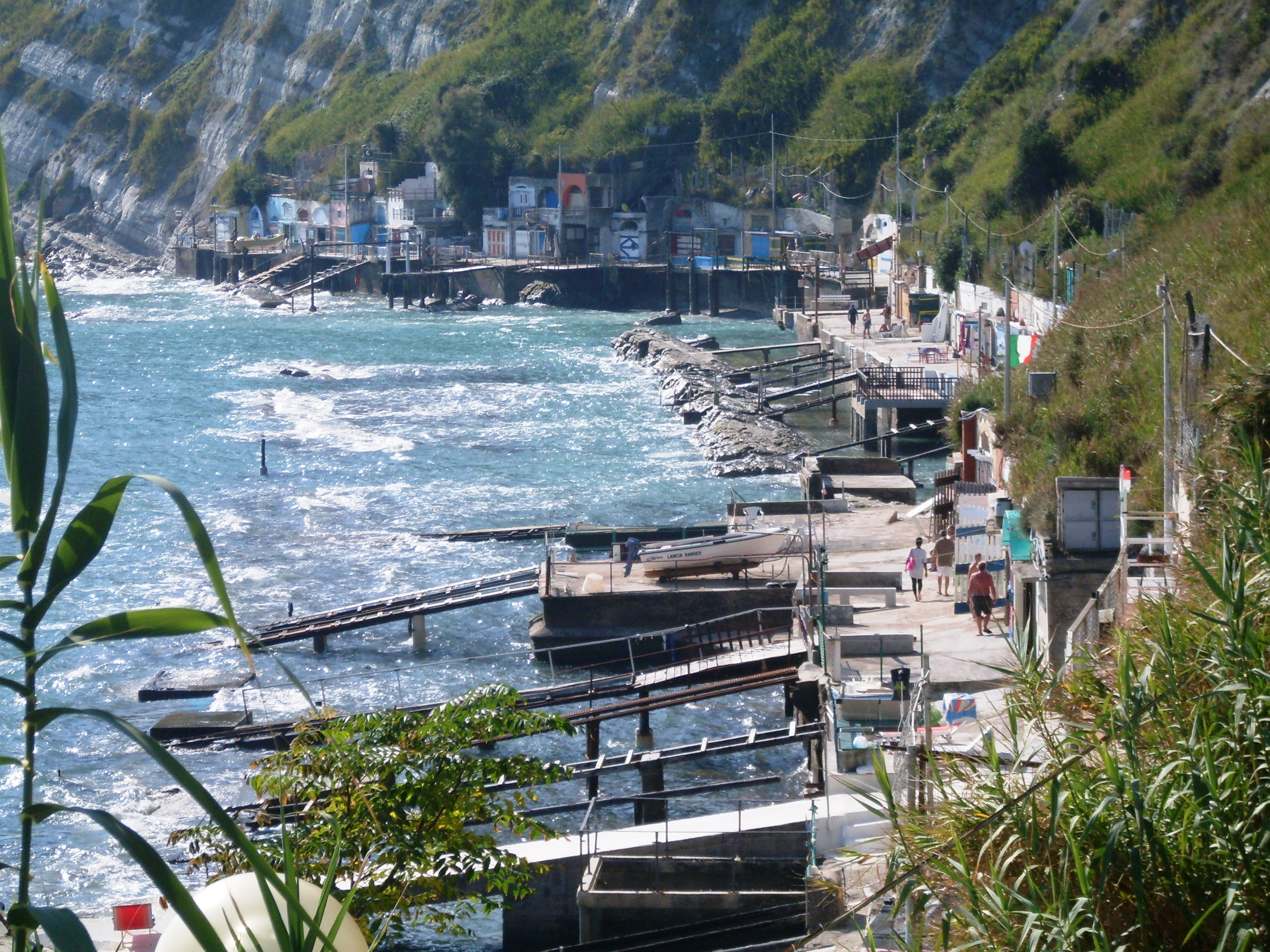
Grotte della Spiaggiola Santa Margherita, al di sotto della piscina del Passetto.
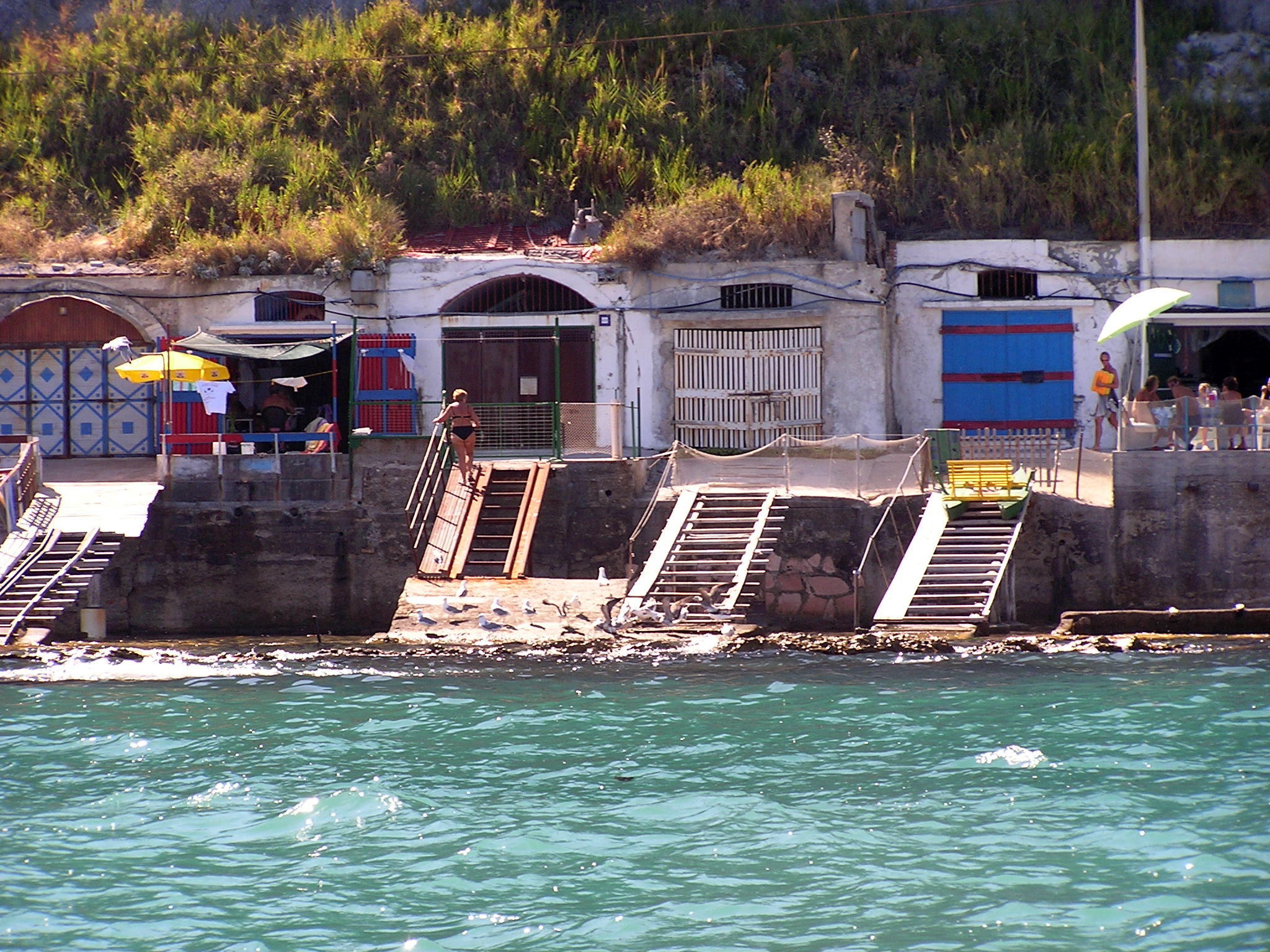
Grotte della Spiaggiola Santa Margherita.

## Galleria d'immagini del rione

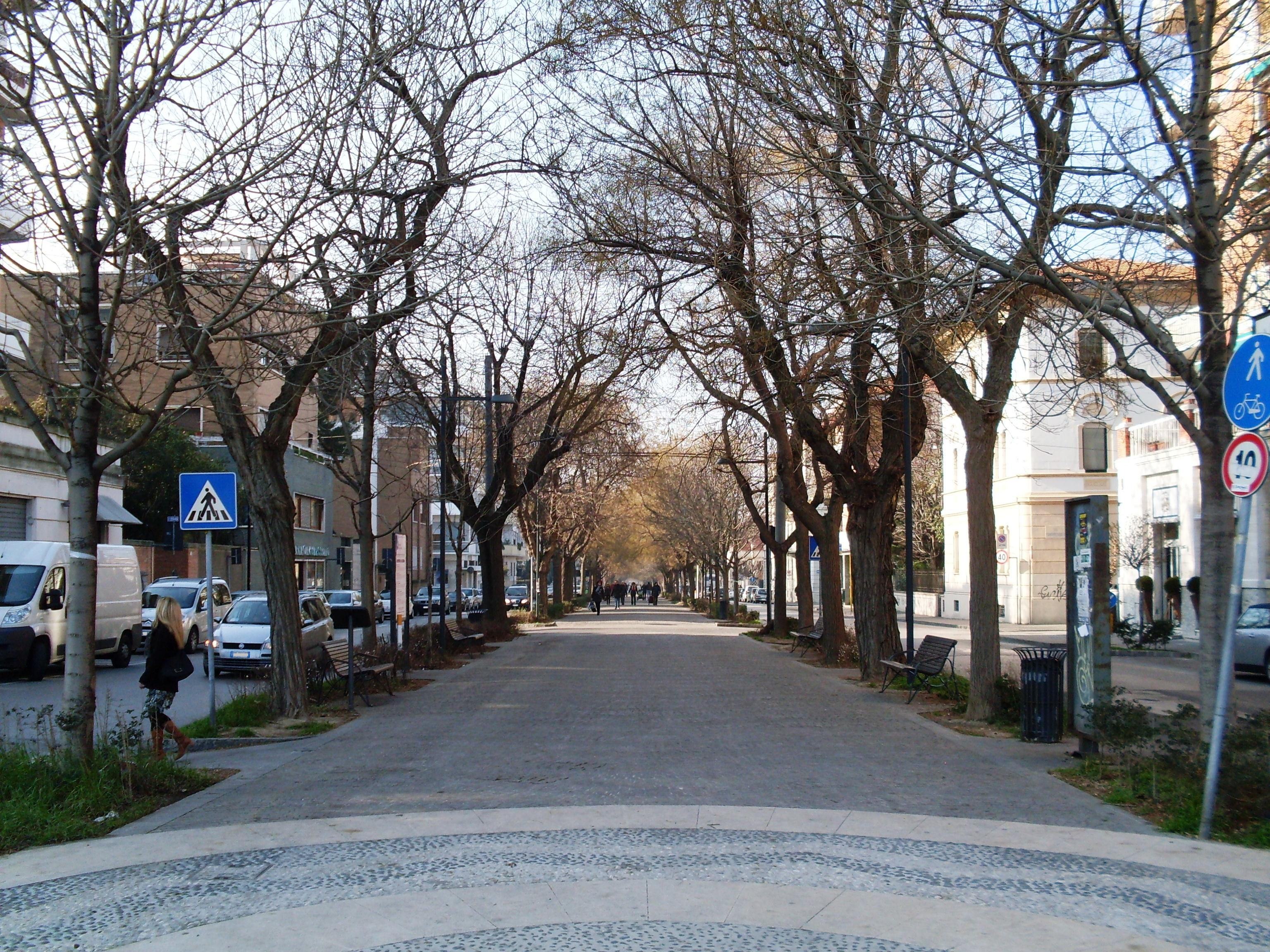
Il tratto del Viale della Vittoria ricadente nel rione del Passetto.
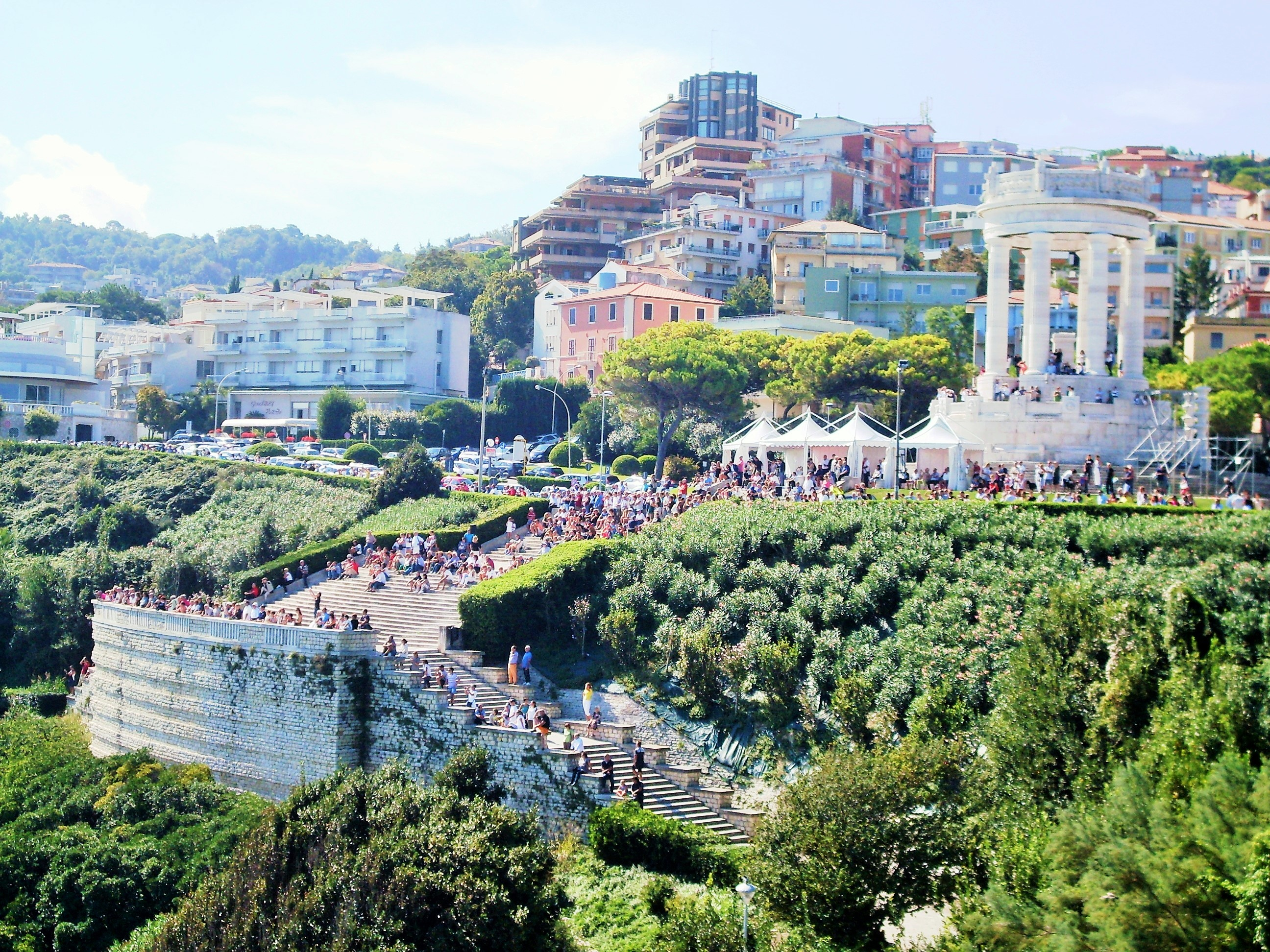
Pubblico che assiste alla regata del 2014.
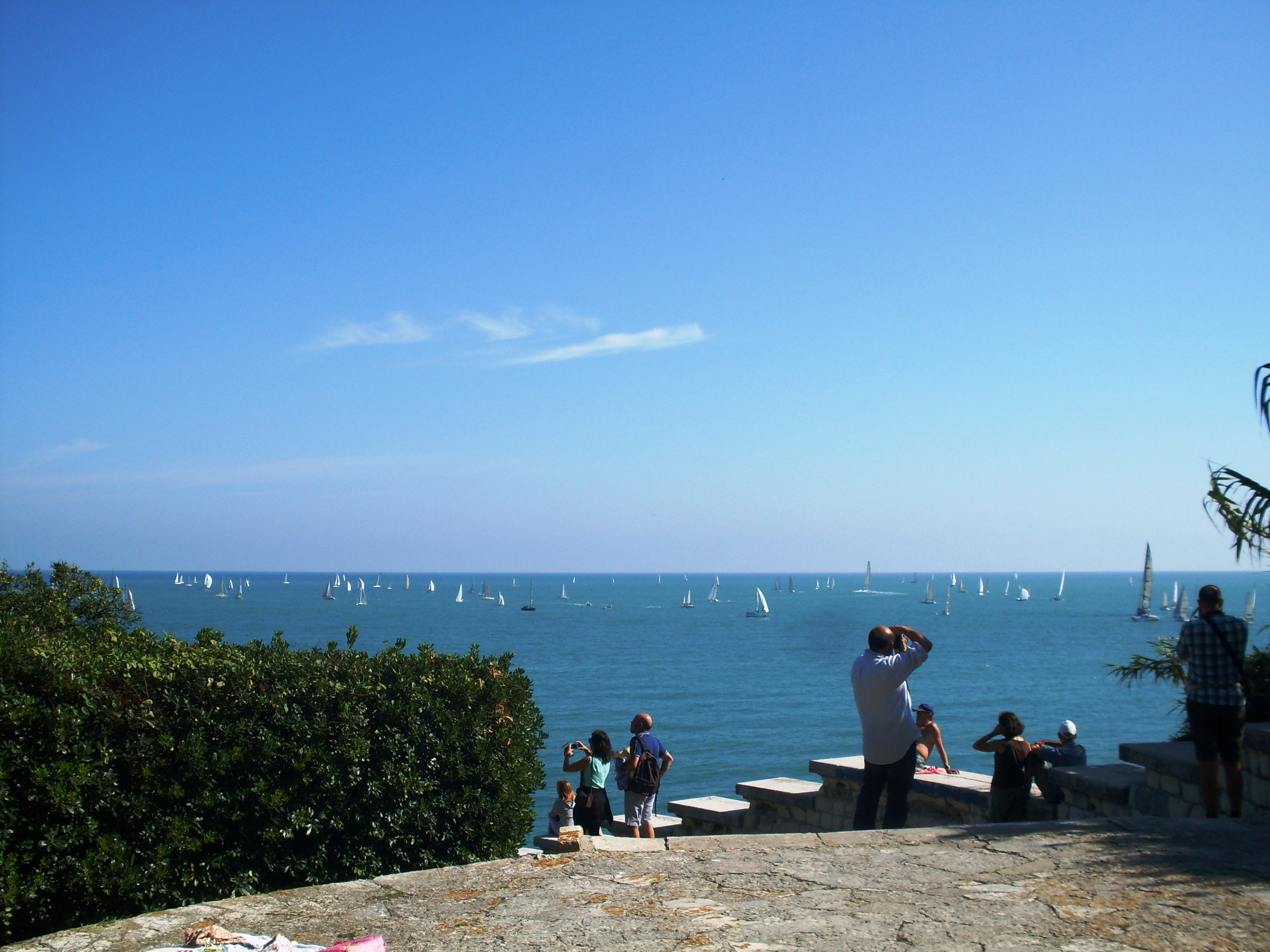
La regata vista dalla scalinata del Passetto.
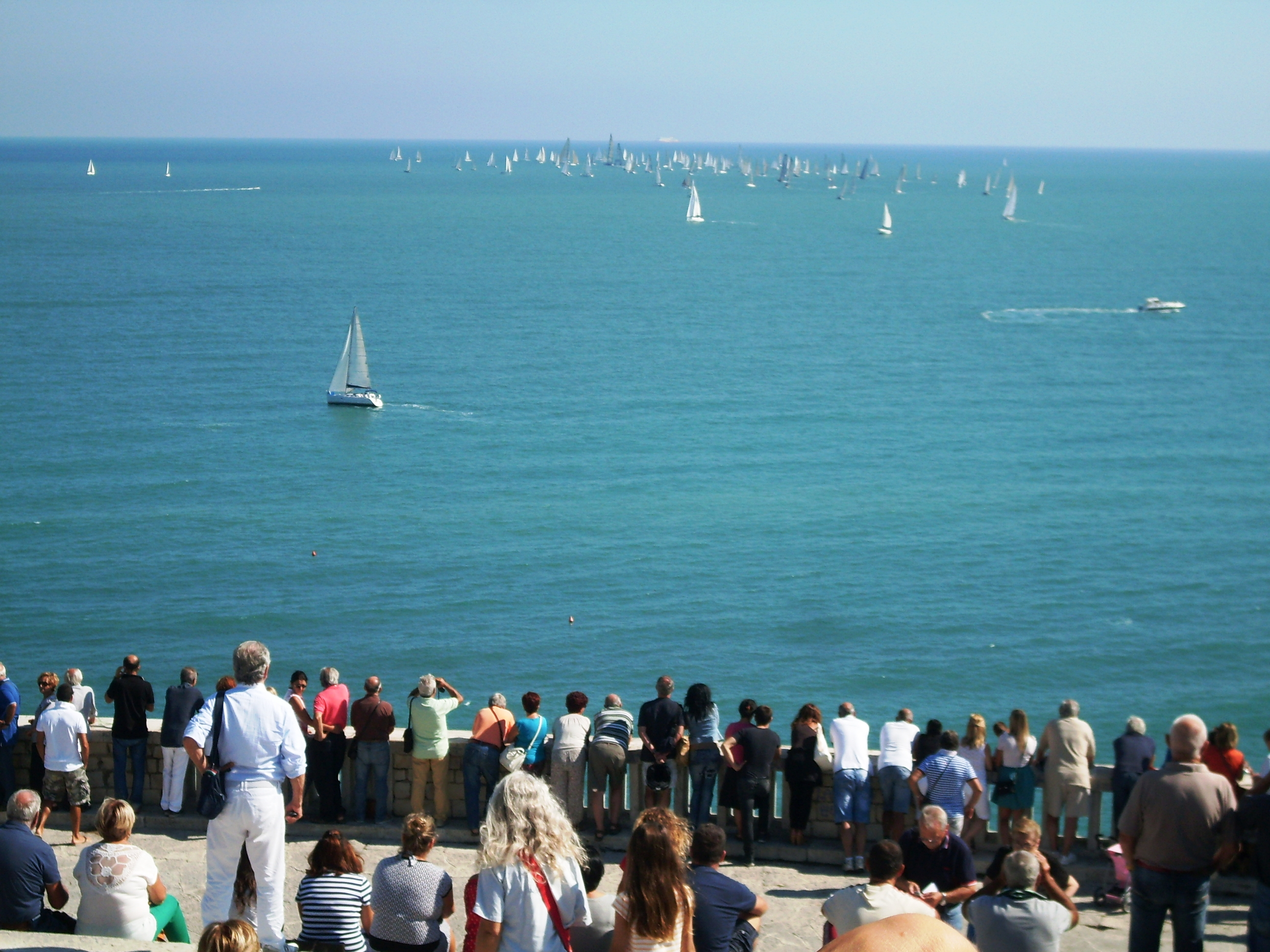
La regata vista dalla terrazza della scalinata del Passetto.
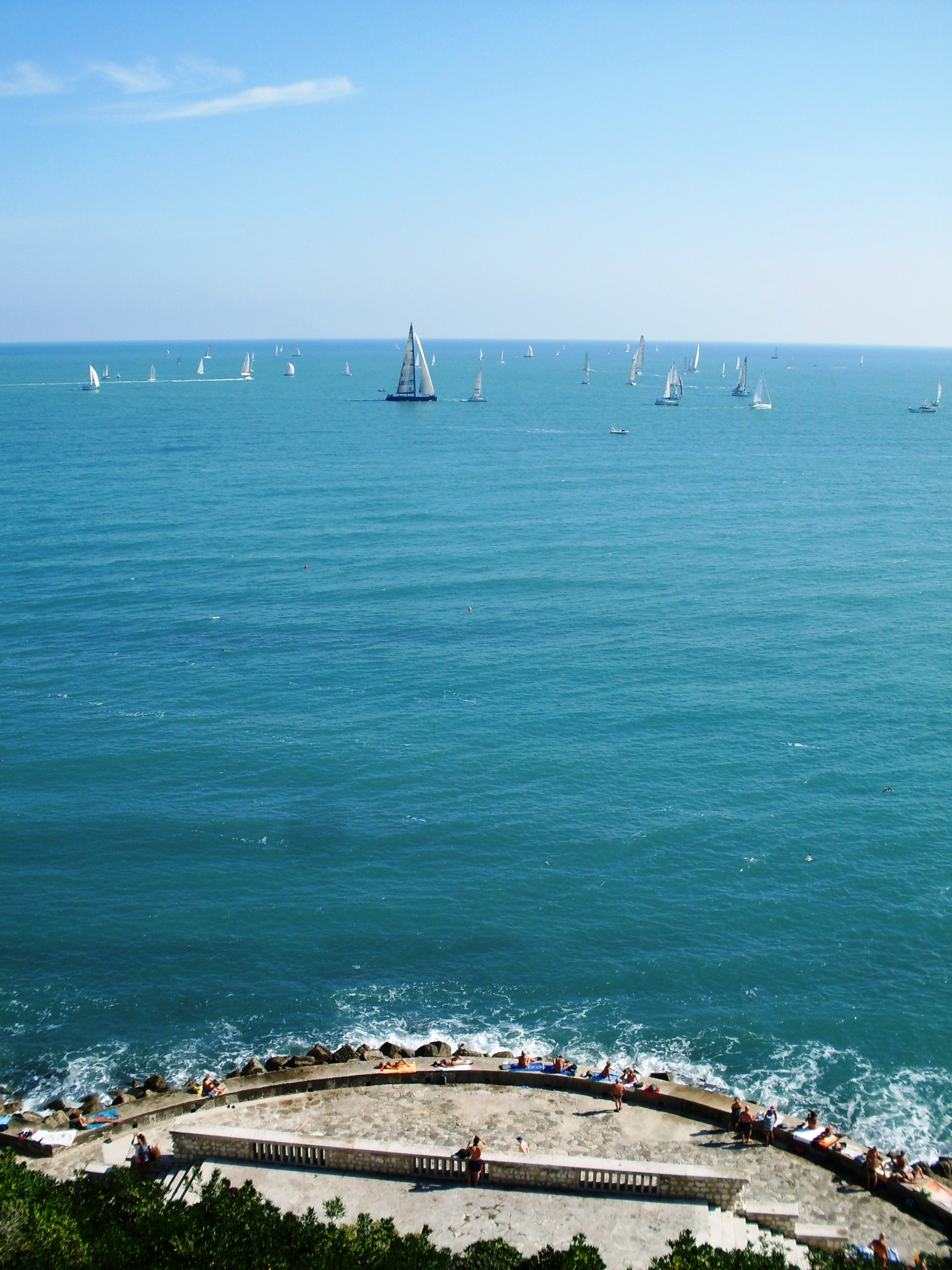
La rotonda della scalinata del Passetto e il passaggio della regata.
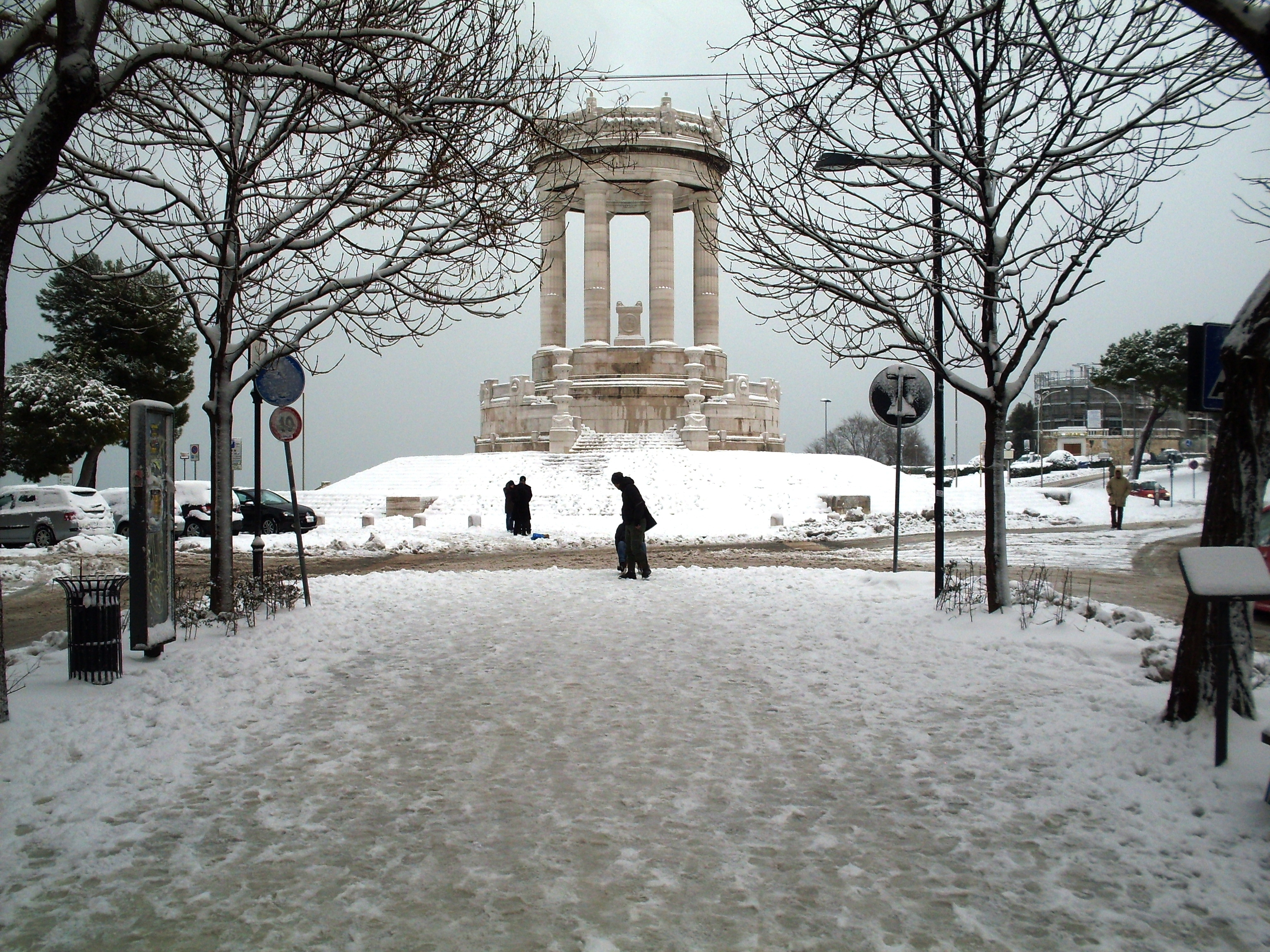
Il Monumento ai Caduti durante la nevicata del 2012.
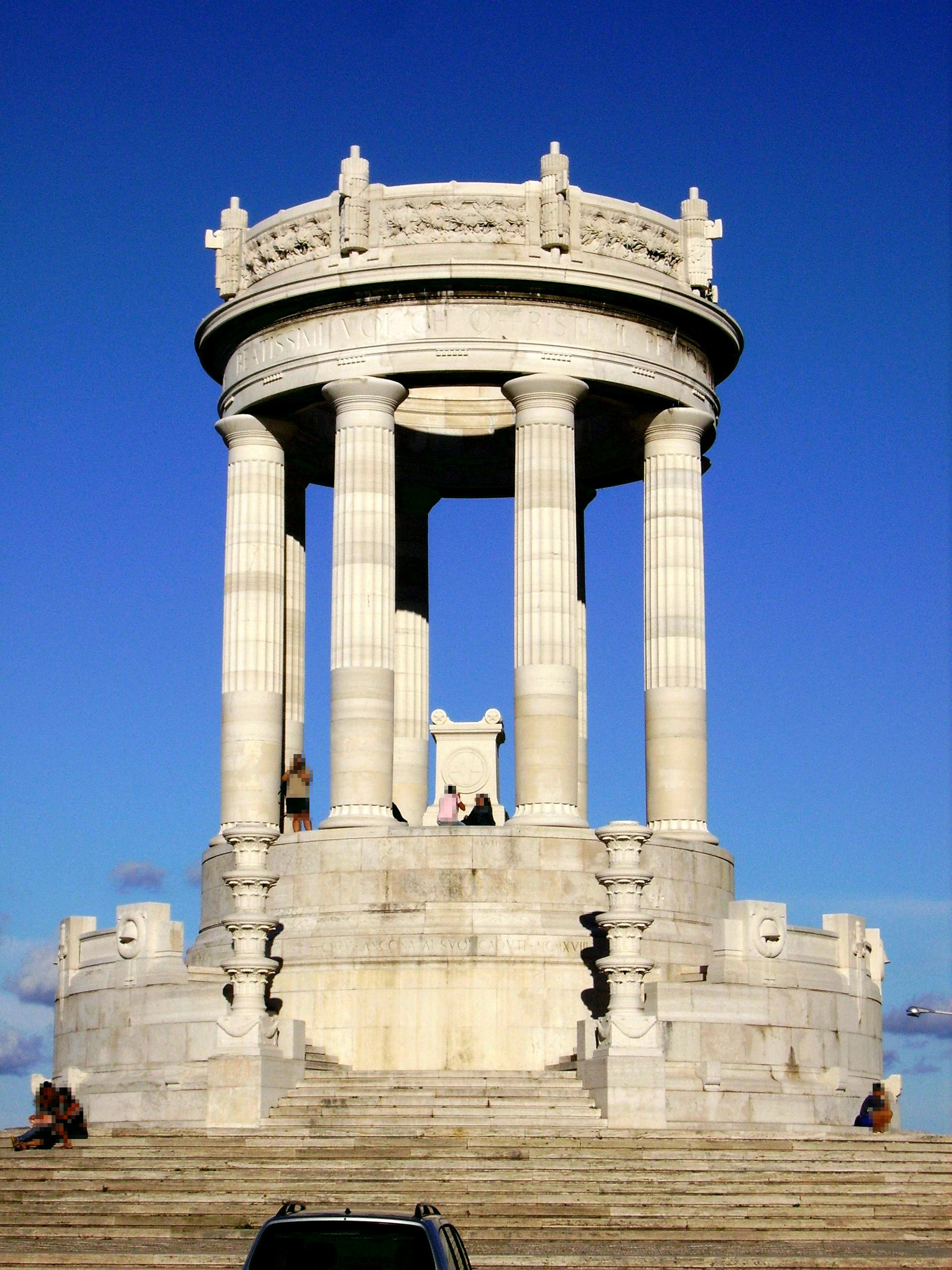
Il Monumento ai Caduti.
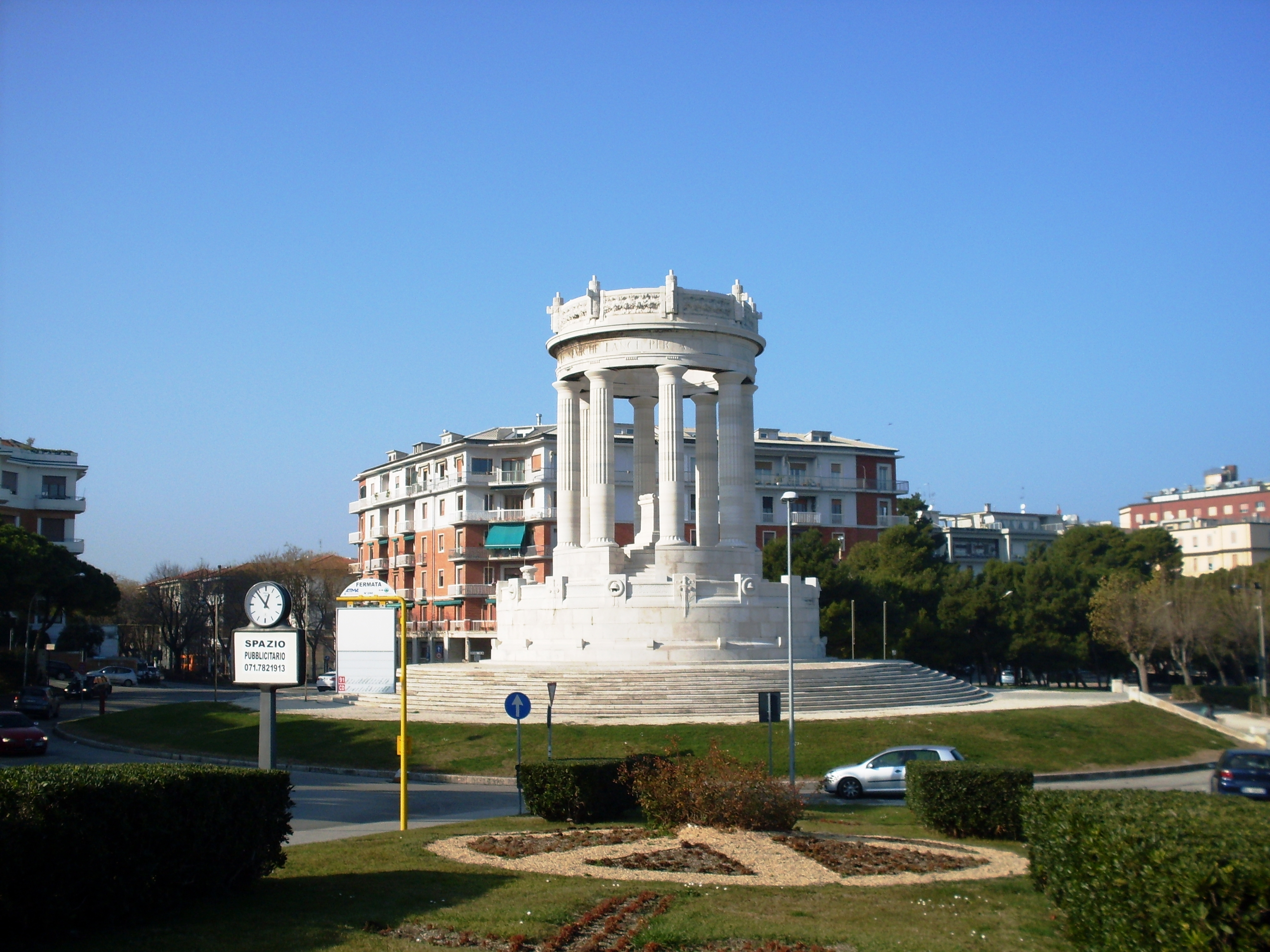
Il Monumento ai Caduti e la Piazza IV Novembre.
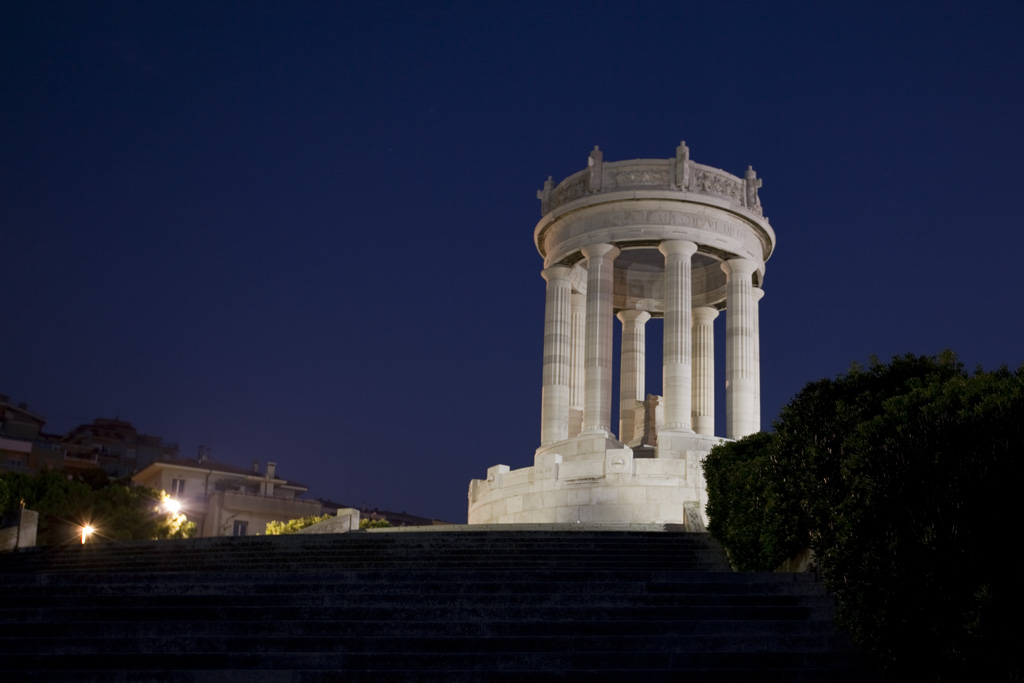
Il Monumento ai Caduti di notte.
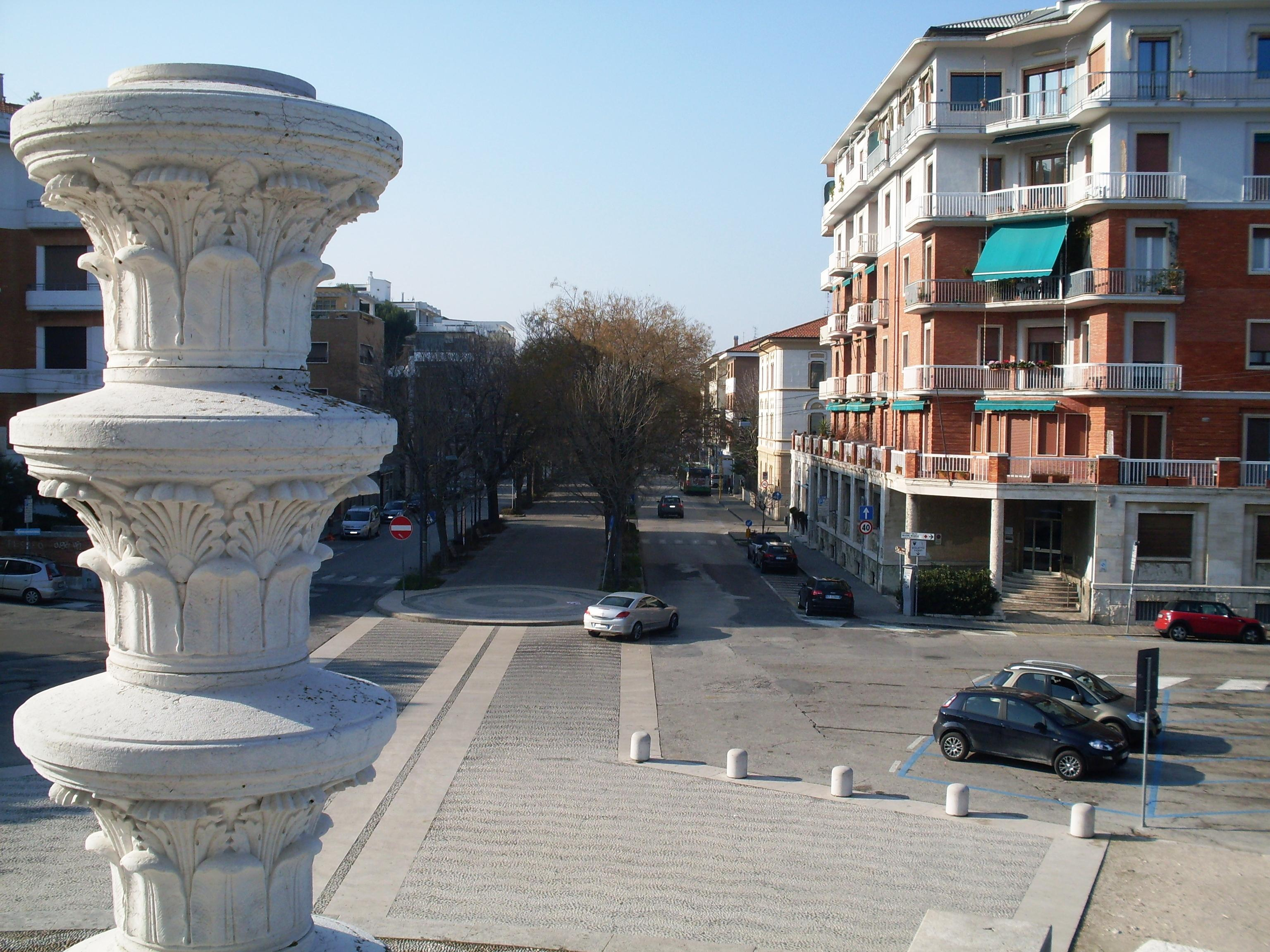
Particolare del Monumento ai Caduti e vista sulla Piazza IV Novembre.
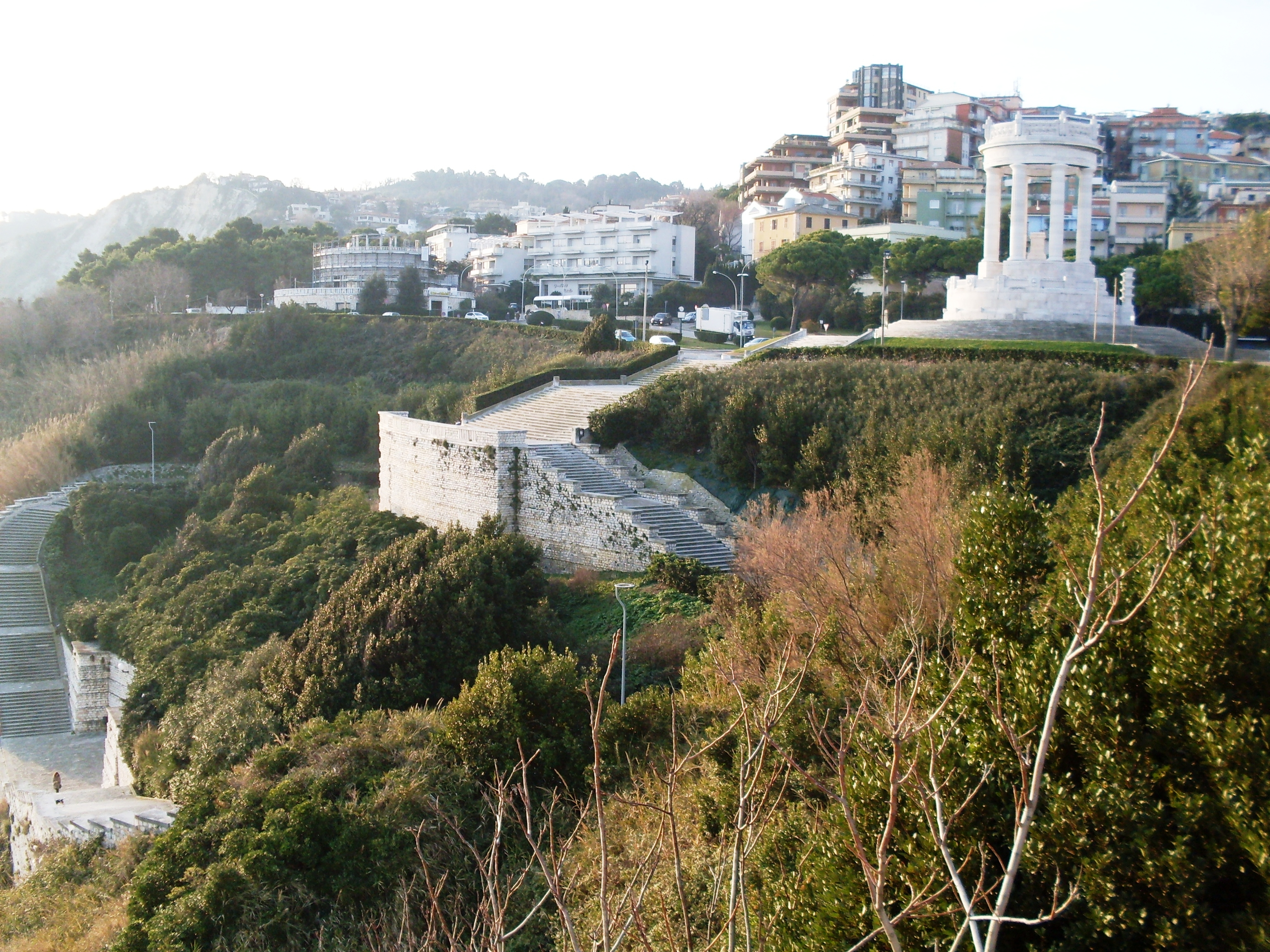
Il Monumento ai Caduti e la Scalinata del Passetto visti dalla terrazza dell'Ascensore.
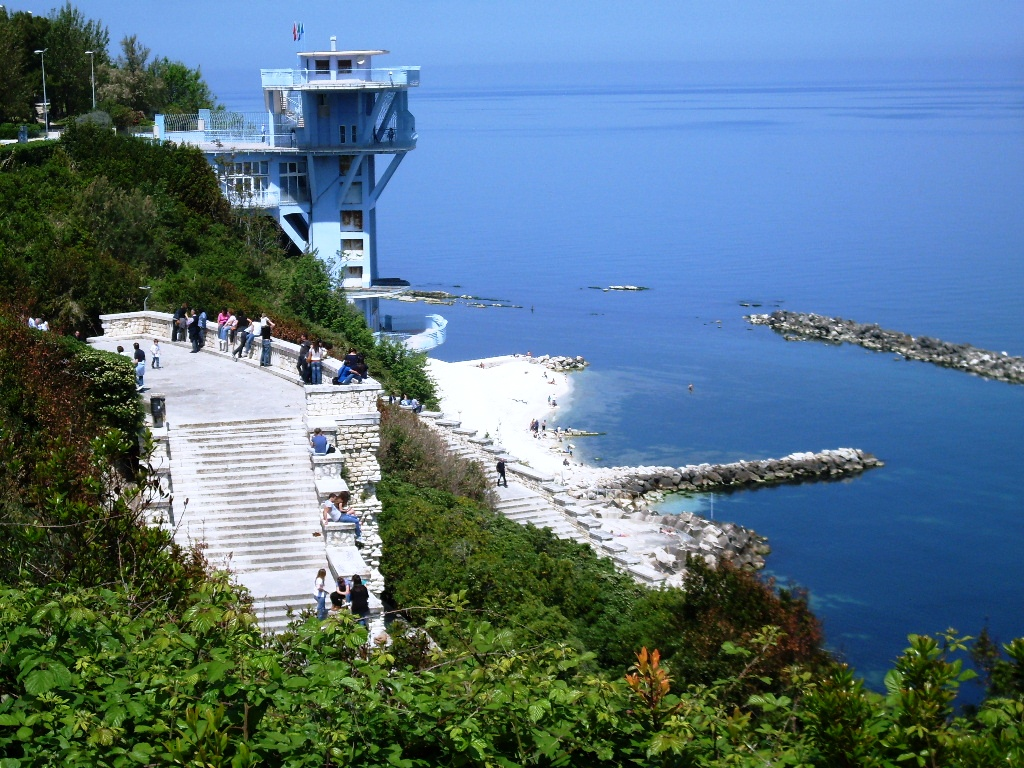
La Scalinata del Passetto e l'Ascensore visti dalla terrazza della Scalinata.
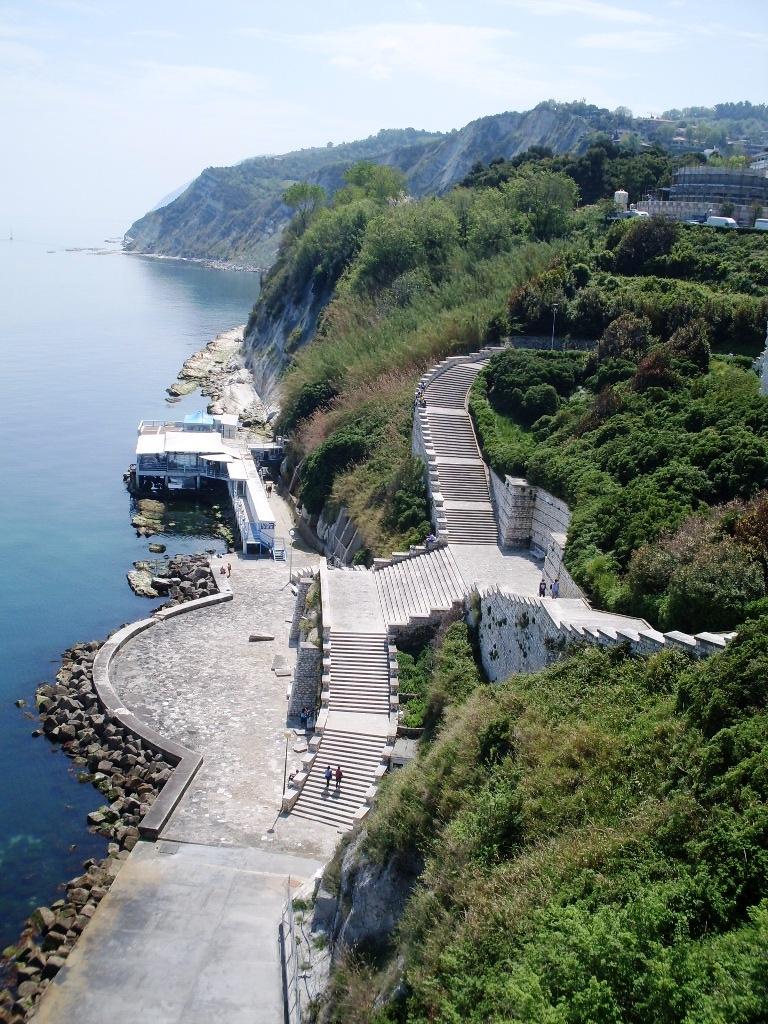
Scalinata del Passetto.
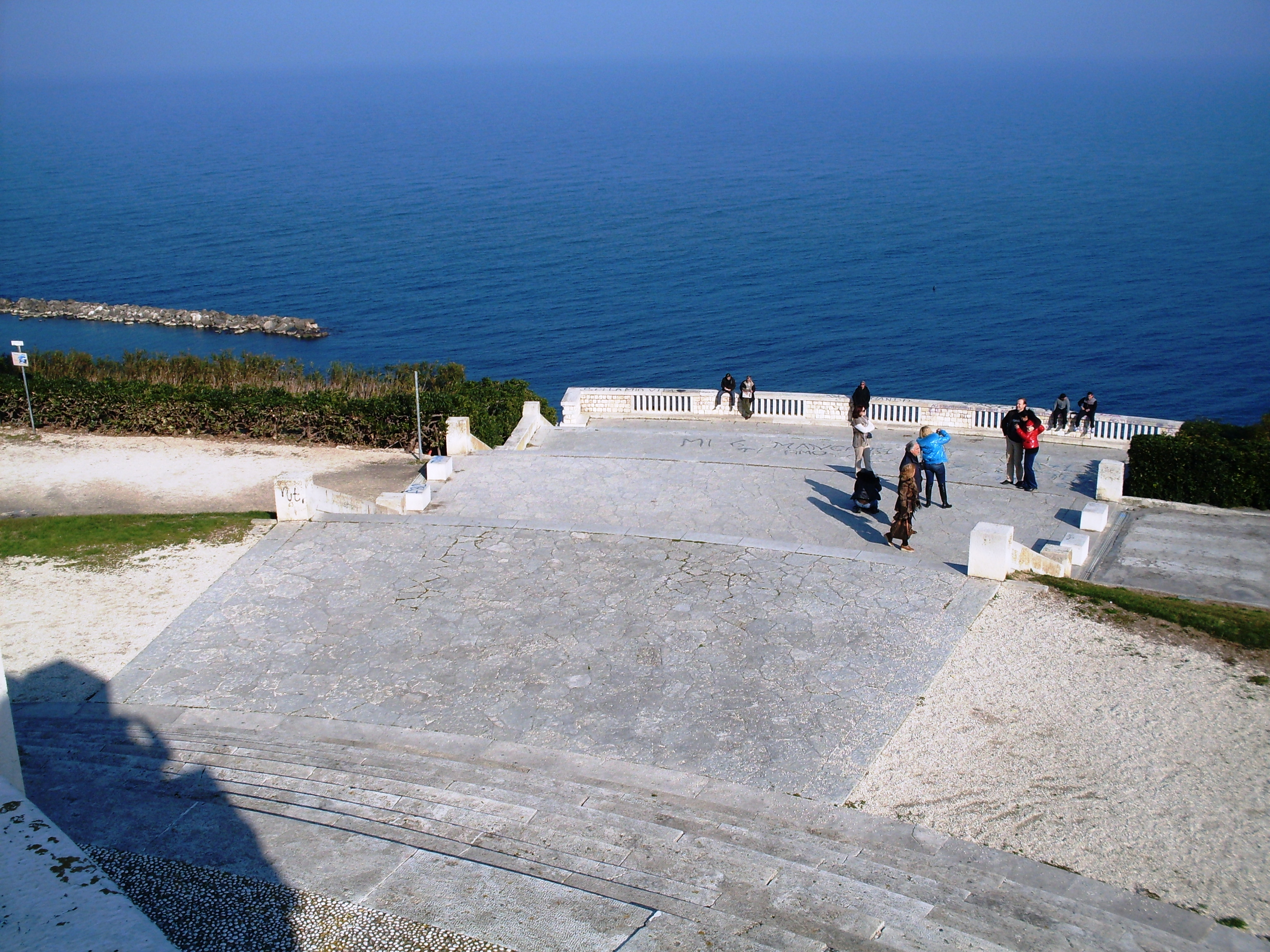
Scalinata del Passetto: terrazza sul mare Adriatico.
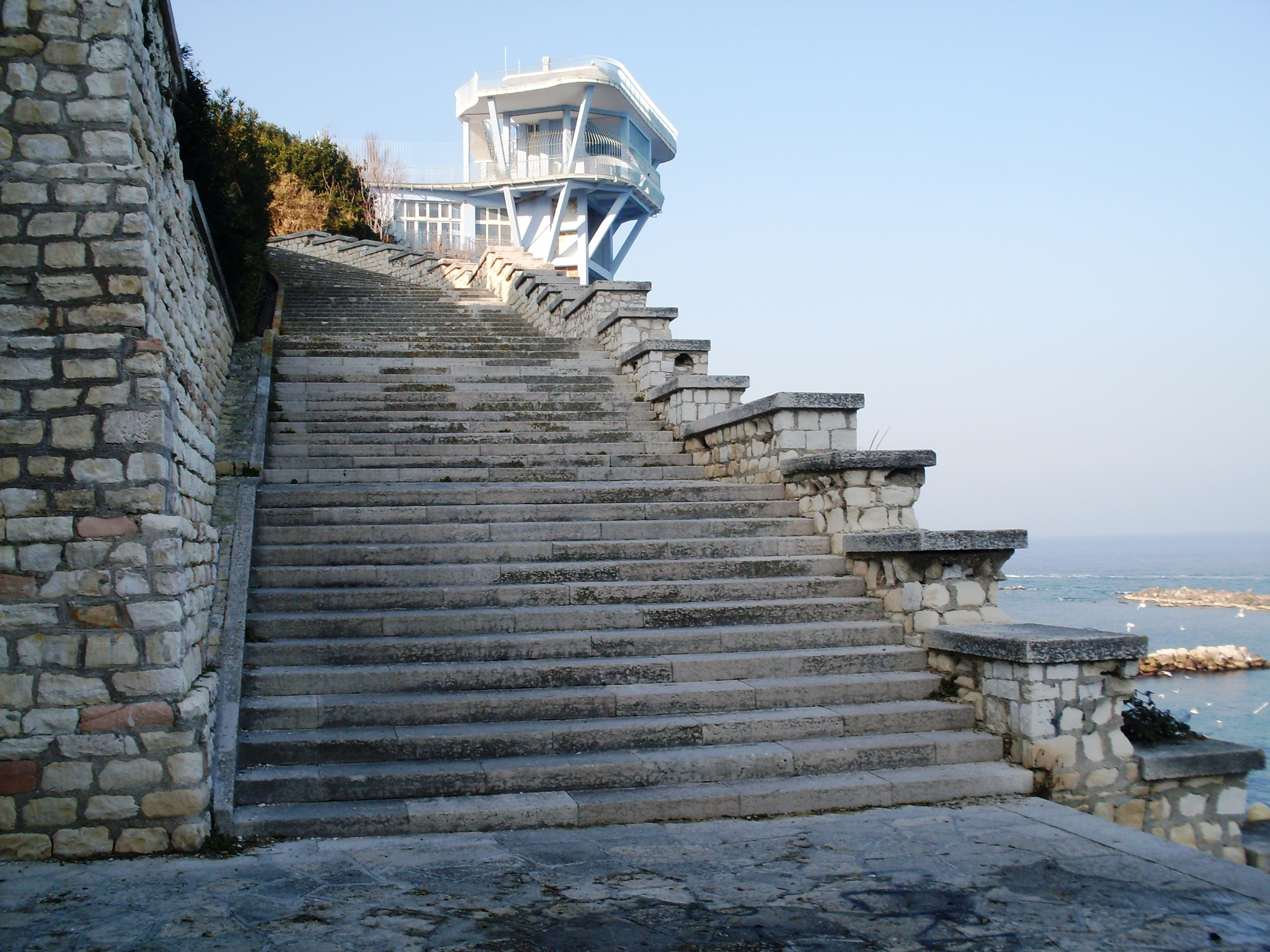
Scalinata del Passetto: particolare.
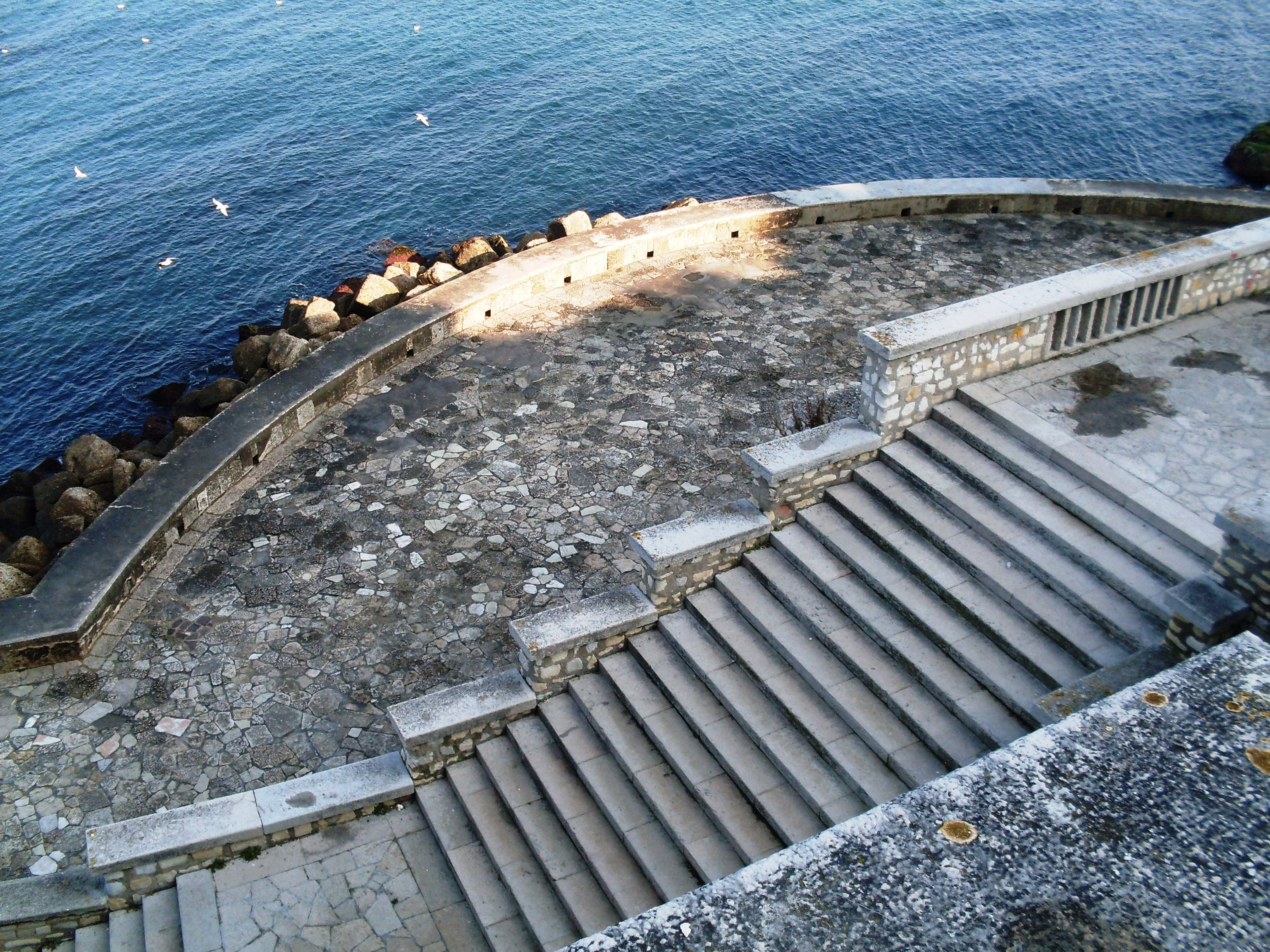
Scalinata del Passetto: la Rotonda, punto di arrivo al mare.
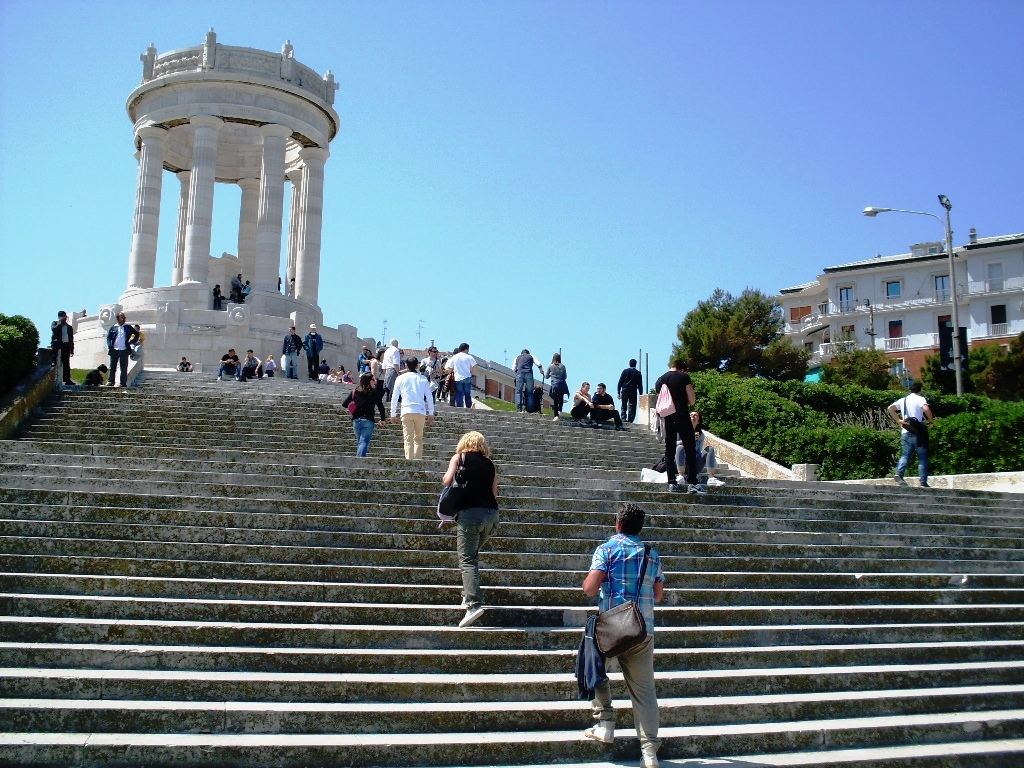
Scalinata del Passetto: in salita verso il Monumento ai Caduti.
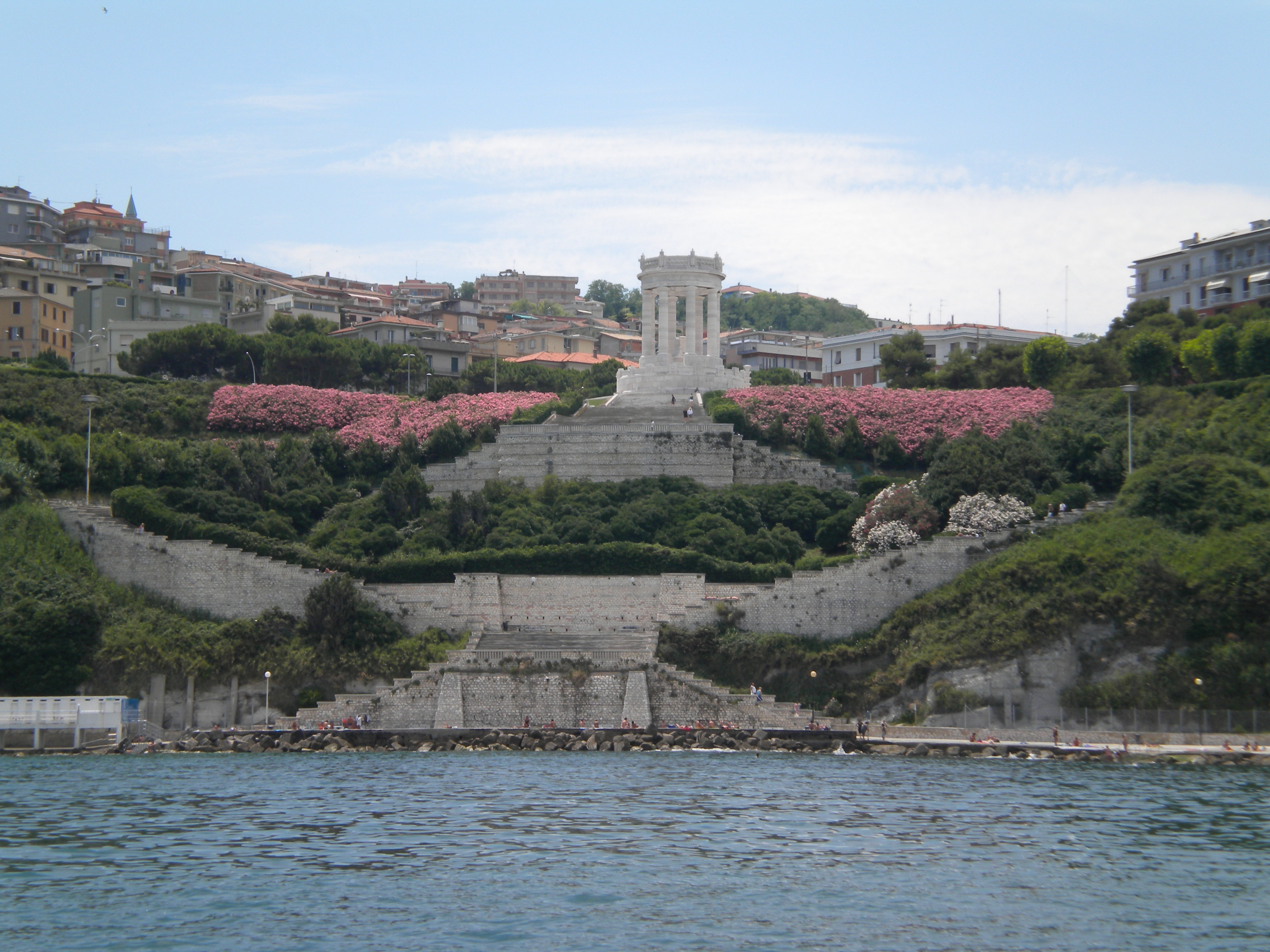
Monumento ai Caduti e Scalinata del Passetto visti dal mare.
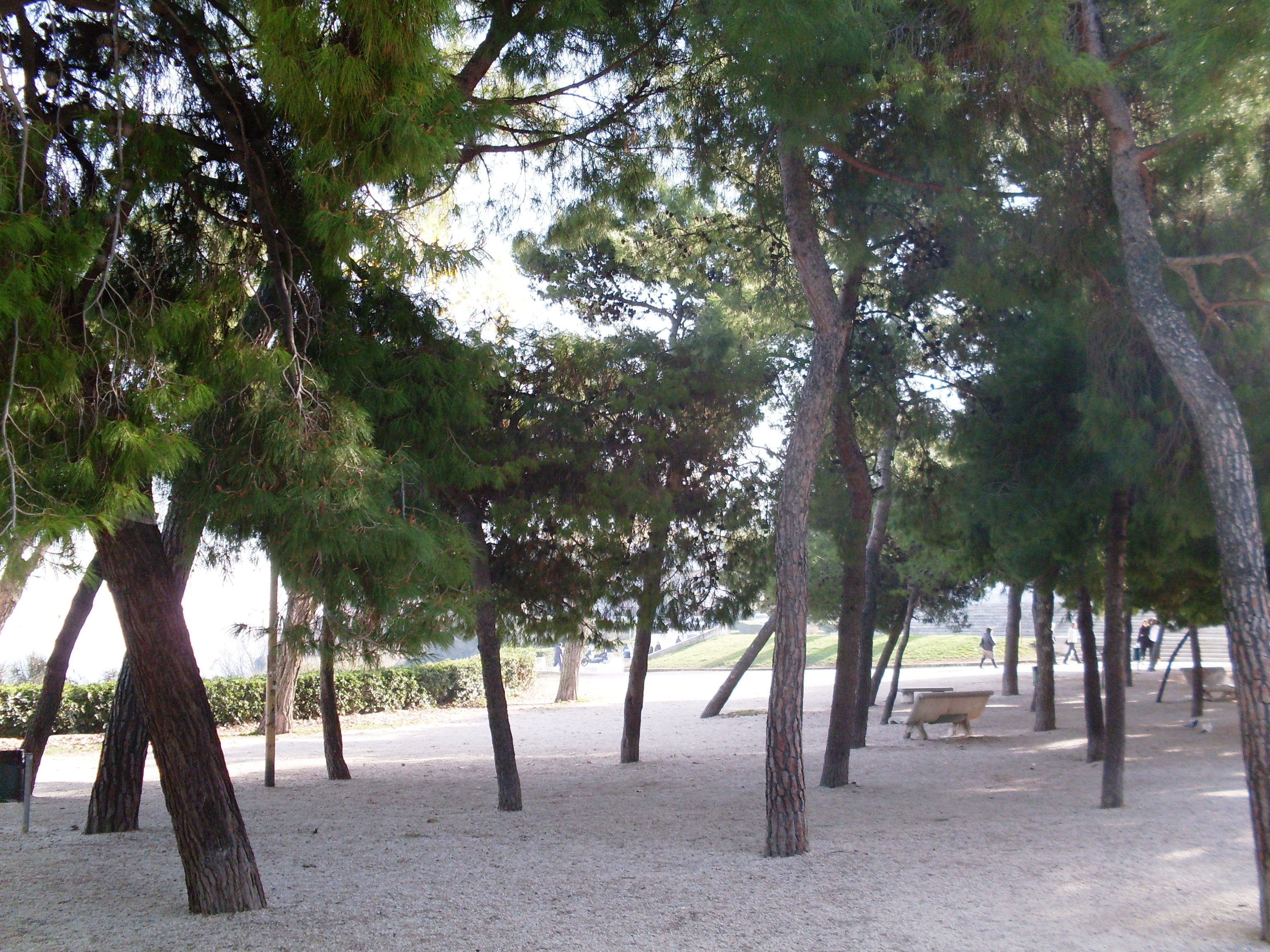
Pineta del Passetto.
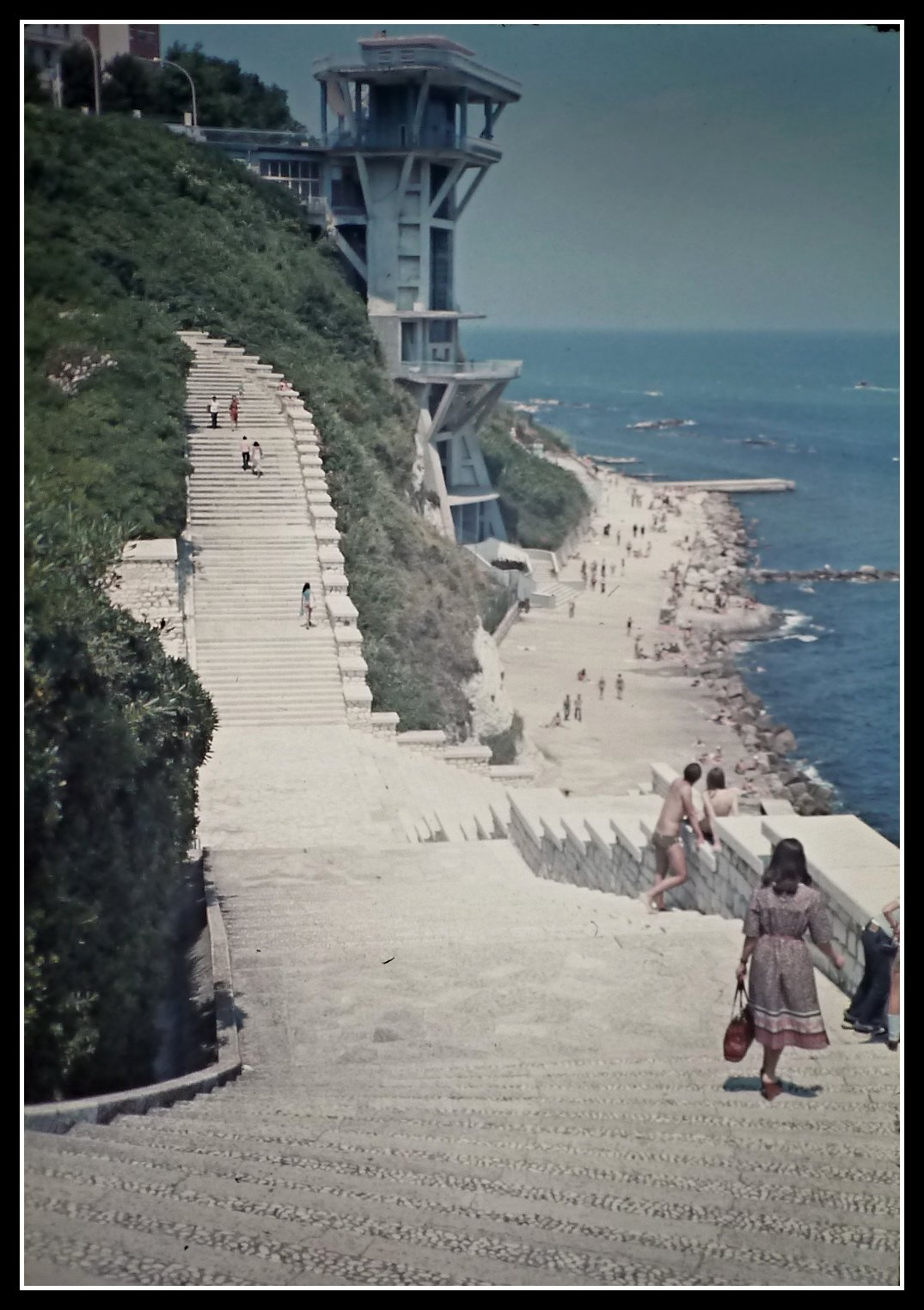
Ascensore del Passetto.
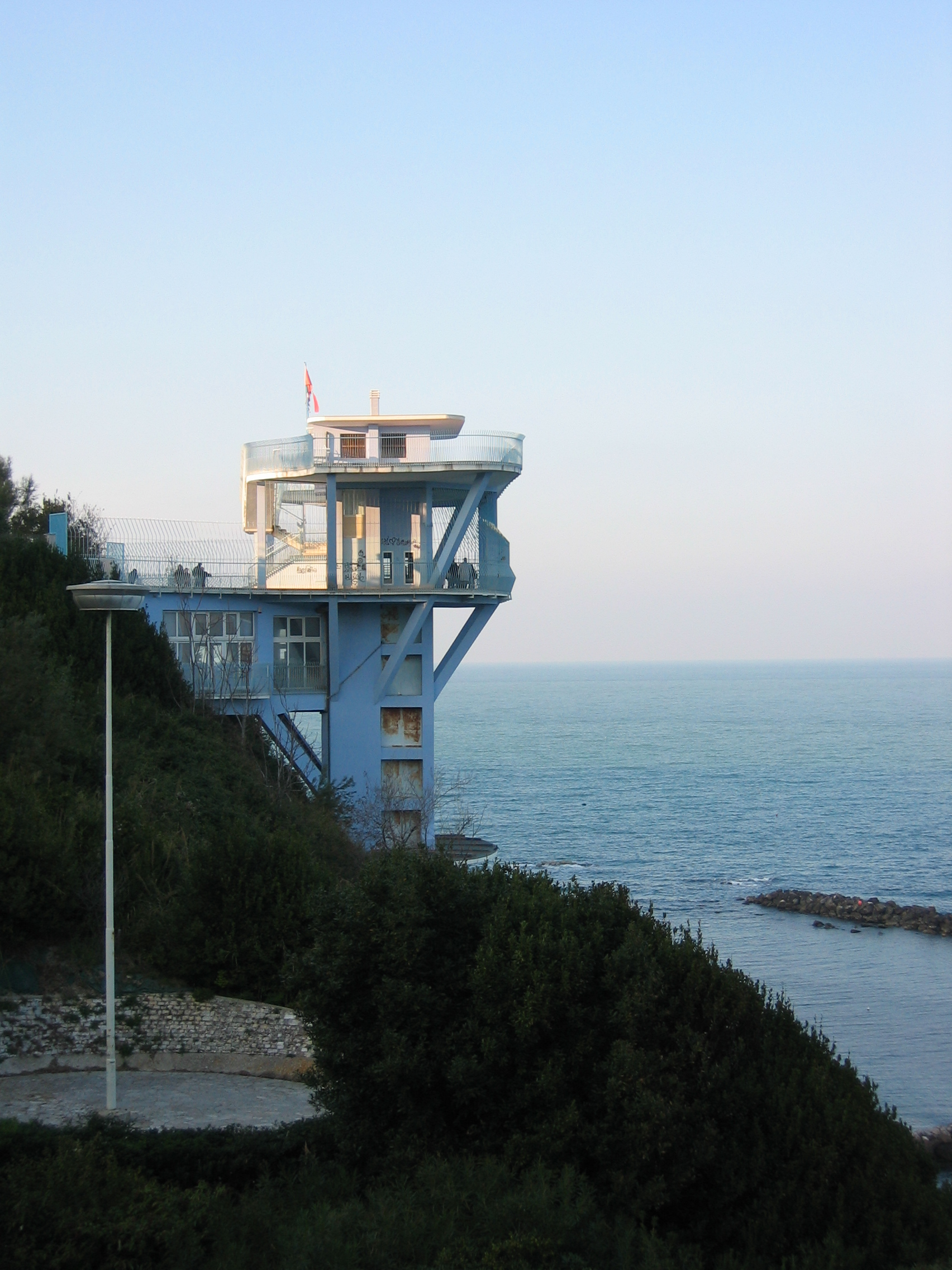
Ascensore del Passetto.
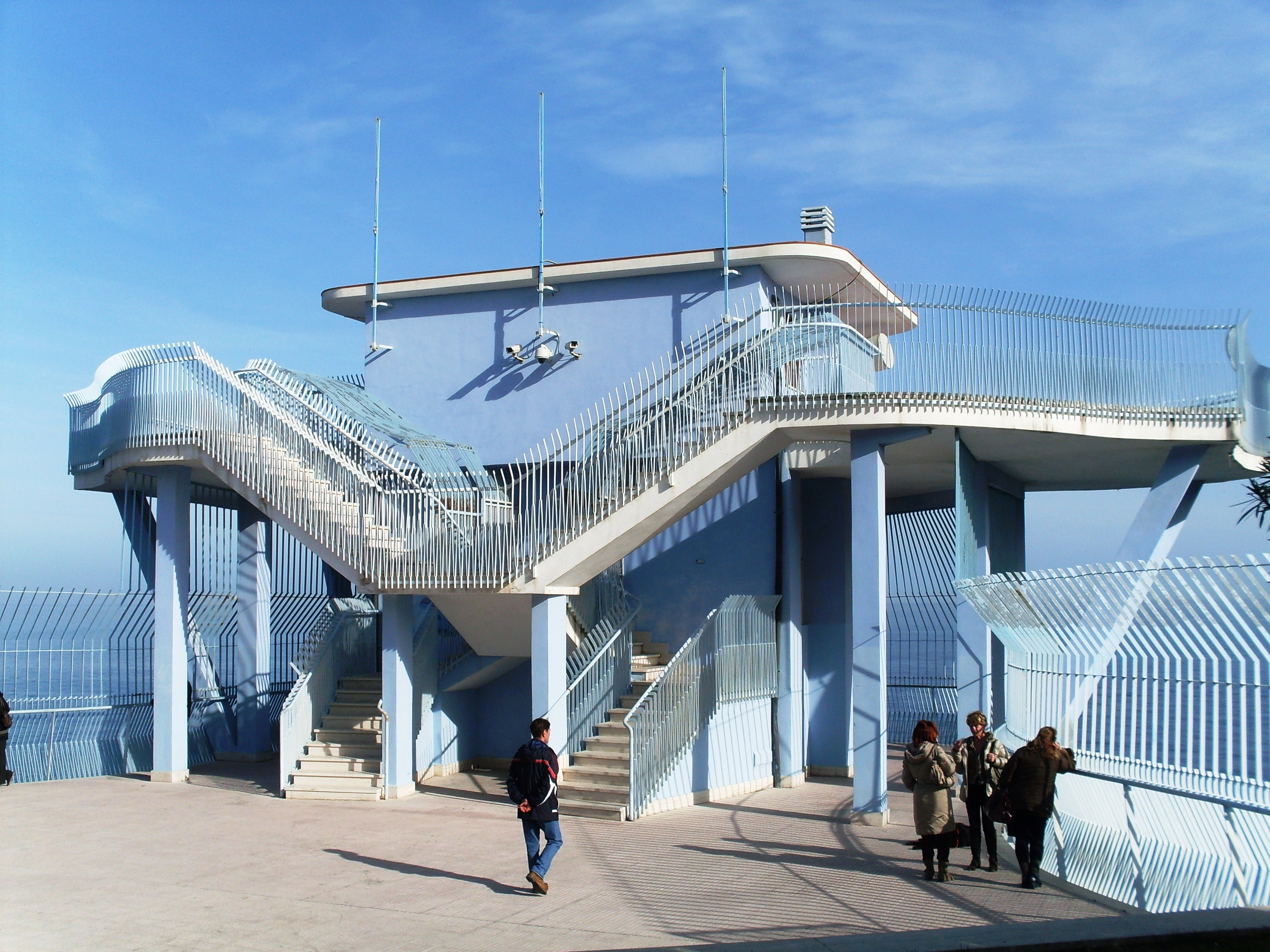
L'Ascensore del Passetto visto dalla Pineta.
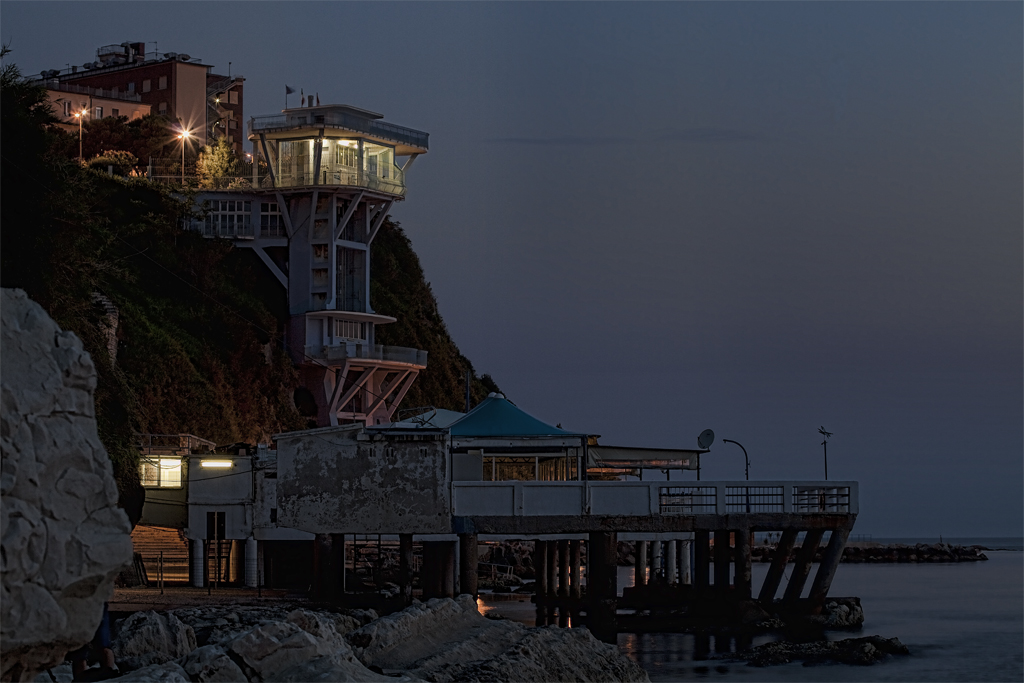
Ascensore e stabilimento-ristorante sul mare di notte.
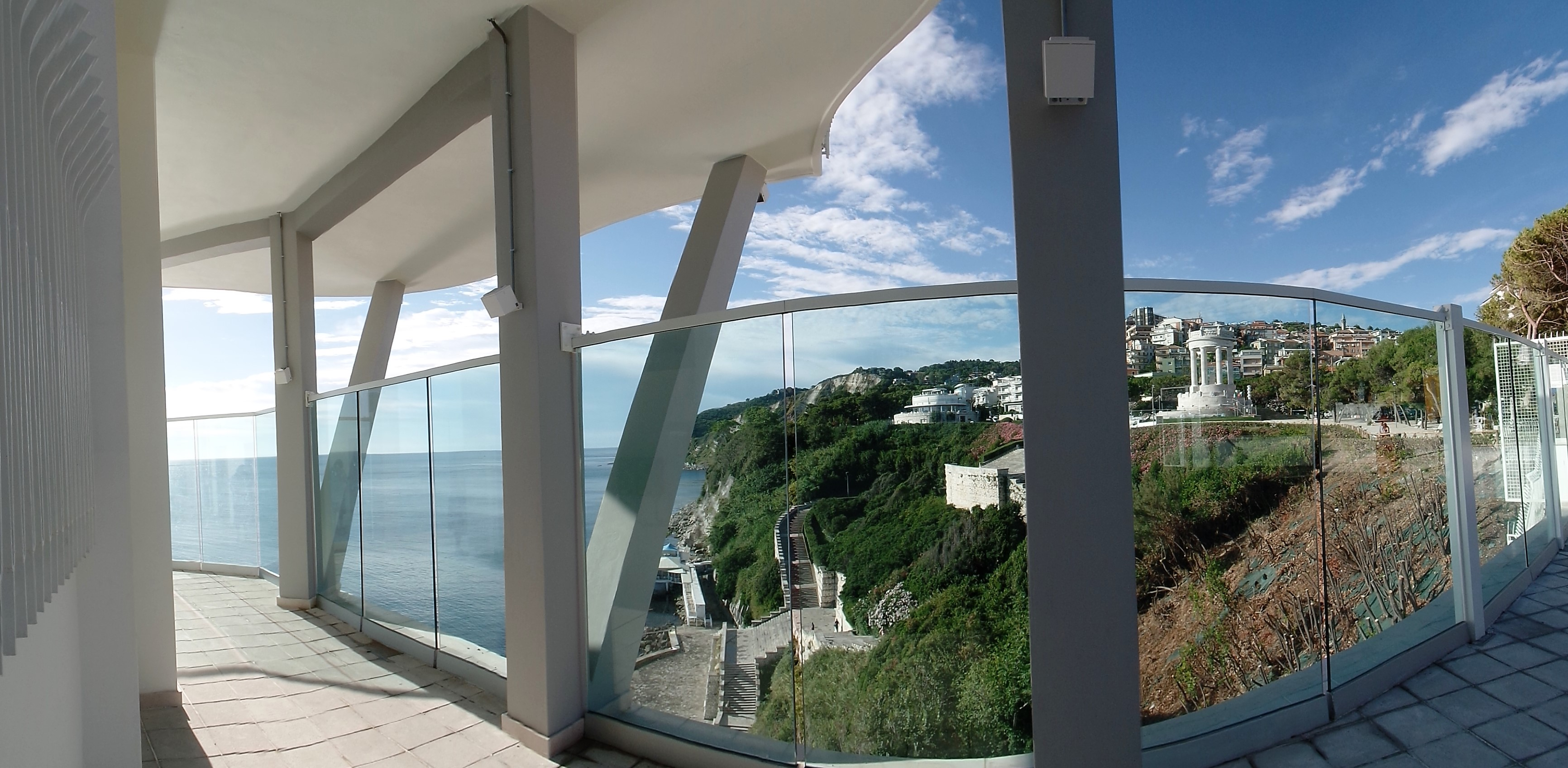
Passetto AN ascensori nuove vetrate panoramiche
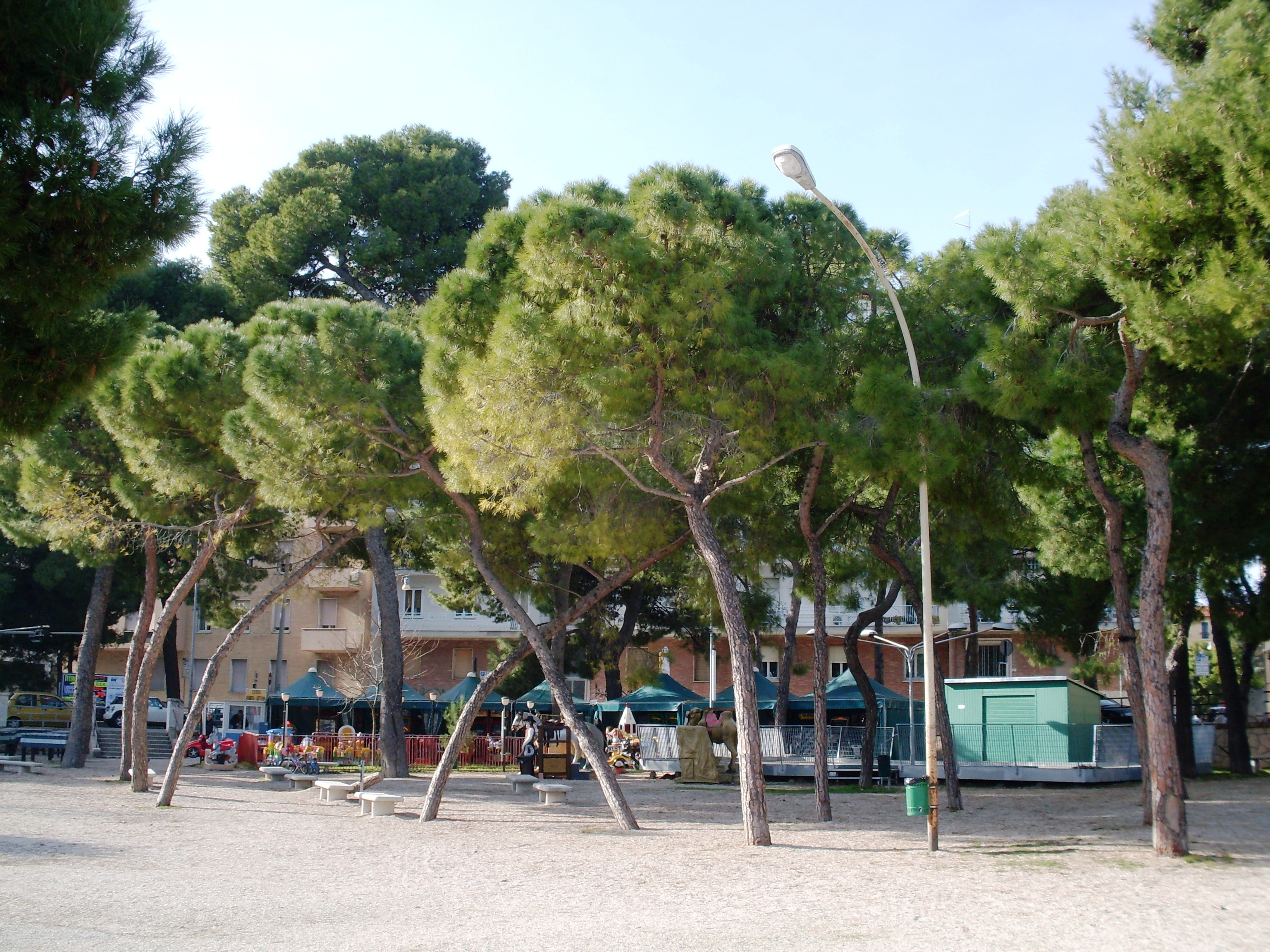
Pineta del Passetto: l'area dei giochi.
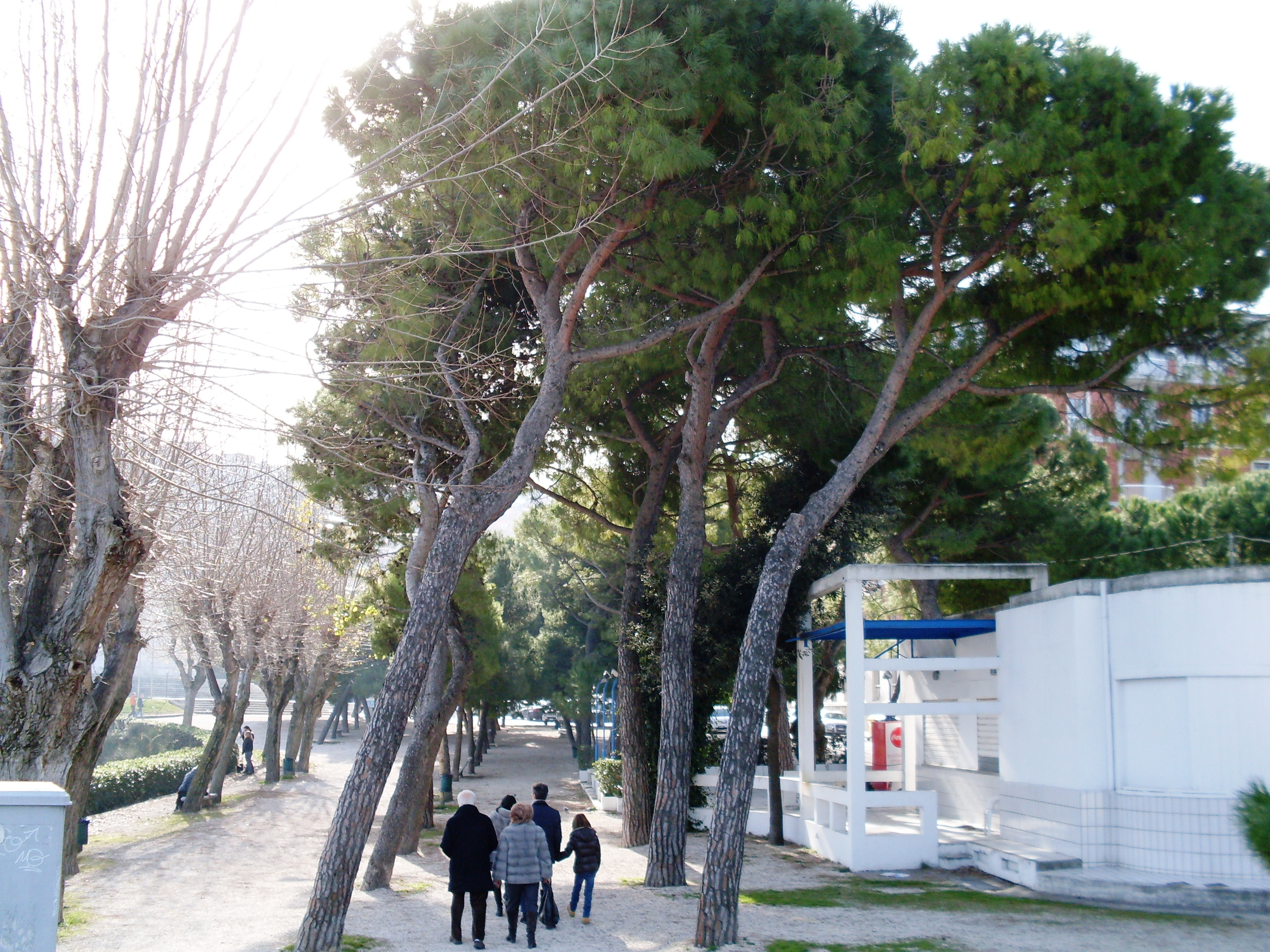
Lo storico bar della Pineta del Passetto.
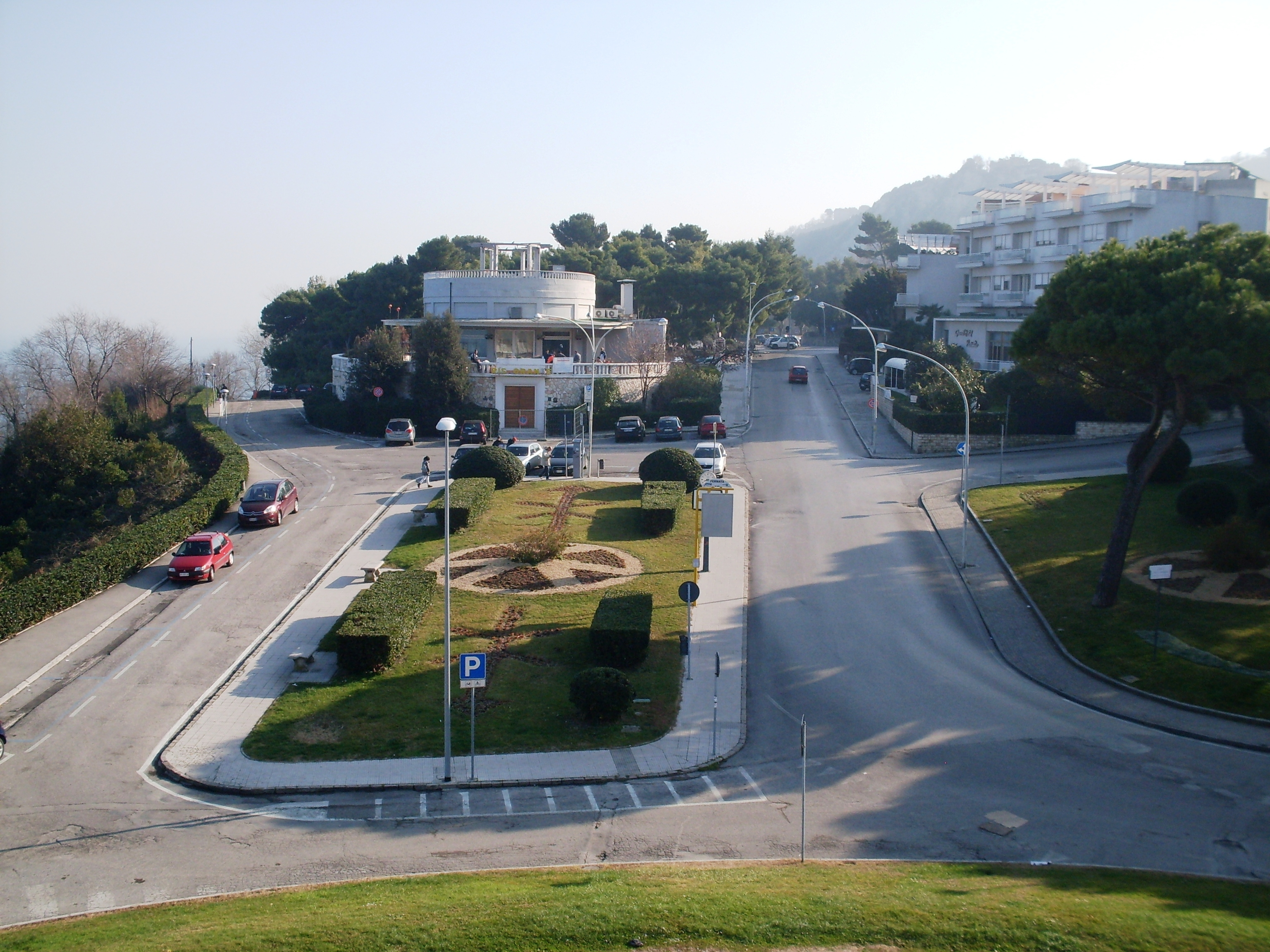
Passetto: giardini dietro il Monumento ai Caduti.
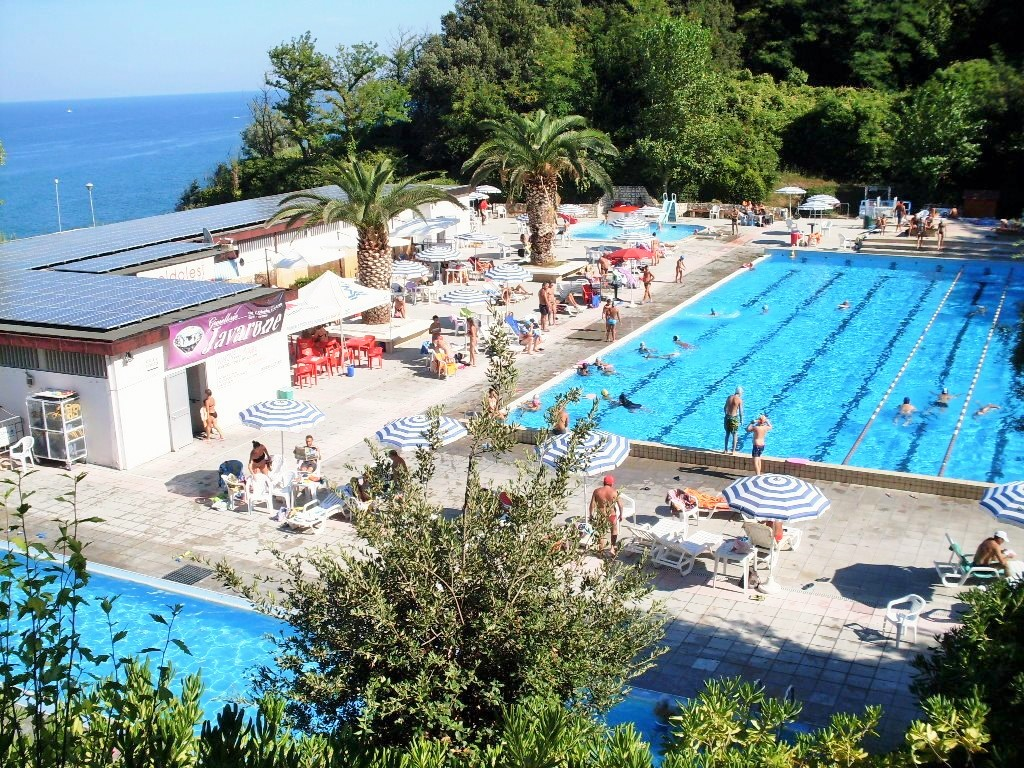
Piscina del Passetto.